# 石丸伸二
石丸 伸二（いしまる しんじ、1982年〈昭和57年〉8月12日 - ）は、日本の政治家。再生の道代表。第4代広島県安芸高田市長（1期）を務めた。

## 来歴

### 出生から銀行員時代まで
1982年、広島県高田郡吉田町（現・安芸高田市）生まれ。吉田町立吉田小学校、吉田町立吉田中学校（現・安芸高田市立吉田中学校）、広島県立祇園北高等学校（16期生）を卒業し、浪人を経て、京都大学経済学部へ進学。2006年、同大学経済学部卒業後、三菱東京UFJ銀行に入行、姫路支店に配属。
2014年、為替アナリストとして三菱東京UFJ銀行子会社MUFGユニオンバンク初代ニューヨーク駐在として赴任し、以後は4年半にわたってアメリカ大陸の主要9か国25都市で活動。帰国後は東京に住む。2020年7月、同行を退職。

### 安芸高田市長選から辞職まで
2020年7月3日、第3代広島県安芸高田市長の児玉浩が前年の参院選広島県選挙区をめぐり、衆議院議員の河井克行から現金計60万円を受け取ったことの責任をとり市長を辞職し、7月5日には副市長の竹本峰昭が児玉の辞職に伴う市長選挙に立候補する意向を固めたことを地元新聞社が報道する。
これらを受けて「他に立候補を表明している者はいない」と伝えるニュースを知った石丸は7月7日、立候補を決断した。東京で仕事をしていた石丸は「無投票で市長に選出されそうだな。」と思うも、その直後に「無投票にさせないためには自分が出ればいいと思って飛んで帰った」という。
翌7月8日に退職願を出した（7月8日は在宅勤務で、「退職します」と会社に連絡を入れた）。
7月22日、正式に出馬表明した。
同年8月9日に行われた市長選挙（当日有権者数：23,696人 最終投票率：56.98%）で8,076票（得票率60.18%）を得て、対抗馬の竹本前副市長との一騎打ちを2,732票差で制して初当選した。同年8月9日、第4代安芸高田市長に就任。
2023年11月30日には2024年8月の任期満了に伴う安芸高田市長選挙に、藤本悦志（元・郵便局長、旧高宮町職員）が広島県庁で記者会見して立候補を表明したことを受け、石丸は「続けるとも続けないともまだ決めていない。選挙の日の1か月前ぐらい前は検討するかもしれないと思っている」と語った。
石丸は2024年5月10日午後の臨時記者会見で、任期満了に伴う7月の安芸高田市長選に不出馬を表明した。安芸高田市長退任後も既存政党に所属せず政治家を続ける意向で、広島県内外の全ての選挙が対象とした。7月の東京都知事選挙への立候補を問われると「前向きに検討する」と語り、「国政選挙に出馬する可能性は低いが、この先の選挙全てが選択肢だ」とも説明した。石丸は、衆議院の解散総選挙がある場合、広島1区で出馬する可能性があると述べ、その場合は、市長任期満了日よりも早く辞めることになる。同日の中国新聞の取材に、安芸高田市議会議長の大下正幸は「市長の判断なのでコメントは控えたい」と述べた。同市議の山本優は「対議会で注目は集めたが、政治への関心とは別物。まちづくりの政策は見えなかった」と評した。同市議の南沢克彦は「財政の課題を多くの市民と共有できたのは評価できる」「これだけ話題になったので、市民の審判を仰いでほしかった」とした。
2024年5月20日夕方、石丸は安芸高田市議会議長宛てに、6月9日付けで市長を辞職するとの「退職申出書」を提出した。翌5月21日、議長の大下正幸が市長の石丸の辞職を安芸高田市選挙管理委員会に通知した。
2024年5月22日、広島県安芸高田市選挙管理委員会は、石丸の市長辞職に伴う市長選の日程を6月30日告示、7月7日投開票と決めた。

### 2024年東京都知事選立候補表明から投開票まで

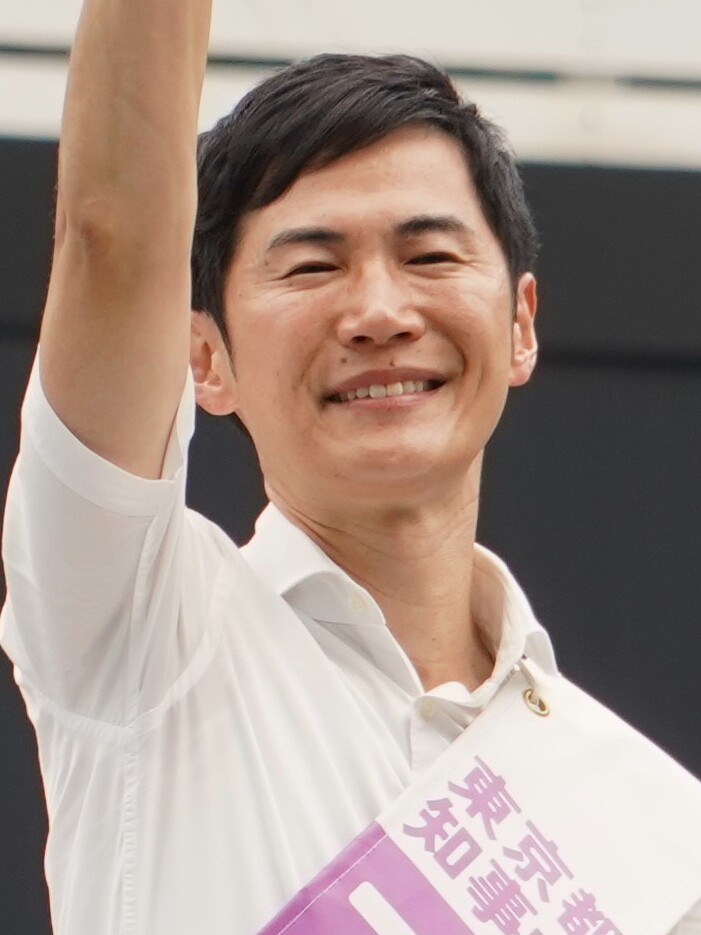
秋葉原駅前にて（2024年7月6日）

2024年5月16日、石丸は東京都内で行われたセミナー「Climber（クライマーズ）2024」（主催：eight・テレビ東京・GOETHE）で東京都知事選挙（2024年6月20日告示、7月7日投開票）に出馬する意向を表明した。
同年5月17日、広島市内で記者会見を開いて東京都知事選の立候補を正式に表明し、「やらないといけないことがある。地方の衰退、これを止めるという作業だ」と動機を語り、無所属・政党推薦なしで出馬することも明らかにした。
石丸はこれら出馬会見動画は自身の許可なくネットなどに全編をアップすることは認めないとし、既にアップされたものがあれば削除するようポストしたが、ネット・メディアなどからは、これらの公開は政治上のもので著作権法上は石丸がそのような要求をすることはできない、言論弾圧であるとの批判の声があがった。
2024年6月6日、安芸高田市民文化センター クリスタルアージョ 2階文化ホールで、安芸高田市長退任式が行われ、職員約200人のほか、市民や市長の支持者ら約260人の合計約460人が集まった。石丸、最後の登庁日となった。
2024年6月20日、2024年東京都知事選挙への立候補届け出を実施。

#### 選挙運動

##### 資金支援者等
都知事選の選挙資金は、鳥羽博道を中心とする東京ニュービジネス協議会のメンバーなどから5000万円の資金を借り受けた。石丸の後援会長となった鳥羽はもともと政治好きで知られ、鳥羽はかねて日本の少子化や財政破綻に危機感を感じていた中、動画で石丸を知って日本を救える人と直感、都知事選に出るという話を聞いて「あなたこそ日本を変えられる人だ」と手紙を書き、石丸は5月下旬に安芸高田の市役所に届いた手紙に「応援してるから頑張れ」とあったので6月初旬に都内に会いに行ったとされる。石丸の選挙決起集会には、第二電電（現・KDDI）の共同創業者の一人でイー・アクセス株式会社やイー・モバイル（現・Y!モバイル）の創業者でもある千本倖生や、彦根市市長の和田裕行も応援にかけつけた。

##### 選挙プランナー
選挙プランナーは、従来型の伝統的な選挙手法ながら、多数の候補者を当選させる実績をあげ「選挙の神様」の異名を持つ藤川晋之助が務めた。藤川によれば、6月頃に石丸が藤川のもとを訪ねて選挙手伝いの依頼があり、その時は断ったものの、ドトールコーヒー創業者の鳥羽博道名誉会長からあらためて選挙参謀の依頼があり引き受けることになったとする。

##### 選対本部長
都知事選で選挙対策本部長は、TOKYO自民党（当時会長：萩生田光一）のTOKYO自民党政経塾（塾長：深谷隆司）の塾長代行を務めていた小田全宏で、小田は深谷の娘婿でもあった。小田全宏は、もともと石丸の市議会での活動をYouTubeで観て知ってはいたが、2024年6月頃、石丸の著書を発行した出版社から紹介され、その後石丸陣営に入っていた選挙プランナーの藤川晋之助から依頼を受けたという。（自民党自体は都知事選において裏金批判を恐れた小池百合子の意向を踏まえ小池の推薦を見送ったもののその後の国政選への影響を恐れ負けないことを至上課題に各種団体への働きかけといった形で小池の支援に回っていた。）

##### その他の党との関係
他党からは、日本維新の会は馬場伸幸代表・藤田文武幹事長、柳ヶ瀬裕文総務会長、音喜多駿政調会長と幹部が揃って石丸に会い自党推薦を申出があったが、かねて政党の支持は受けることはあっても推薦は受けないとしていた石丸は、政党色が付くことを嫌い断った。これに怒った柳ヶ瀬・音喜多らは都知事選で維新の地方議員が石丸を支援することを事実上禁じた。都知事選後これについて、音喜多駿は石丸側から支援の要請があったとし維新側からは推薦や政策協定とかを結ぶ形でならあり得ると返答、1度持ち帰って検討した石丸側が「政党色はできるだけつけたくない」という理由で断わってきたものと主張している。

##### 旧統一教会との関係への疑念
選対本部長を務めた小田全宏が、自身が真言宗大本山弘法寺の管長を務める仏教徒であるものの、統一教会の機関紙である「世界日報」に寄稿したことがあったこと、旧統一教会系新聞『世界日報』が運営するYouTubeチャンネル「Viewpoint公式チャンネル」の企画の一つ、「パトリオットTV」で長らくキャスターを務めていた田村重信が、2024年6月20日の石丸の事務所開きで挨拶したり、石丸の街頭演説で選挙カーに乗って応援演説を行ったことから、石丸の選挙活動に旧統一教会が関係しているのではないかとの疑念を招いた。
西村博之は田村重信が石丸の選挙カーに乗っていたことから旧統一教会との関係性について批判、西村と石丸との間でX上での応酬が見られた。当初、石丸は田村が選挙カーに乗ったことを否定したものの、結局、SNS上にその写真があり、その事実を認めた。その後、石丸自身は、統一教会との関係性はないと自身の公式X上で述べているが、選挙カーに乗った経緯や、後援会のXで述べられた、田村が初日に選挙カーに乗ったことはないという誤った情報発信についての釈明はなされていない。「ReHacQ（リハック）」の公式ユーチューブチャンネルに生出演した際にあらためて統一教会との関係を問われ、田村の登壇について自分が全部チェックできてたわけじゃないのでいつ間にかいらっしゃったっていう感じだと否定している。なお、石丸自身は、2022年夏に中国新聞が　広島県内の首長と県議、広島市議を対象に旧統一教会との関係性について取材を行った際には、回答を行っていない。

##### 実際の活動状況
選挙演説の動画は、ウェブ会社の経営者らで作る「ネット選対」が指揮を執ってボランティアによって組織的に拡散された。さらに動画を見た人からの支援や寄付が集まり、ボランティア数は4000人とも5500人に達したともいわれる。こうして集めたボランティアはビラ配りなどに投入され、1日15万枚のビラを配る態勢が構築されたという。実際に、北海道・沖縄のような遠方から来た人もいたようだとの証言もある。一方で、藤川晋之助によれば、彼らの中には指示もされない内に始めから自身らでポスター貼りの地域分担を決め手際よく進めていく者もいたという。通常の選挙演説の聴衆と異なり、石丸の聴衆は早めに大量に集まる特徴が見られたという。有田芳生は、蓮舫に帰れコールを浴びせていた百人ほどのグループが蓮舫の街宣車が去ると石丸の聴衆に合流するのを見たといい、彼らの正体に興味を持っている。ただし、統一教会の事実上の機関紙である『世界日報』の選挙後の7月中旬頃の寄稿記事であるが、週刊新潮の石丸特集記事の内容を追う形で決して手放しで石丸支持ではない。
藤川のプランに基づいて17日間の選挙期間中に都内200か所以上で街頭演説を行う選挙戦を展開した。通常は1日2～3か所で1日10か所のペースとなるが、藤川によれば、石丸はトライアスロンをやっていたため体力があり夕方になっても疲れていなかったといい、街頭演説を行った地域では得票数が蓮舫に負けなかったとしている。小さな問題はどうでもいいとして政策は語らず「政治を変える」という話ばかりをして、演説は15～20分程度で短く済まし、また、本人は演説は決してうまくない、中身がない、との評価もあったという。しかし、聴衆は石丸の話にウォーと歓声をあげ、ネットなどに石丸をアップすることを目的にスマホやカメラで撮影していた、のちに石丸信者と評されるような人々が「石丸はスゴい」と騒いで帰っていき、マスコミの注目が集まるに連れ、街頭演説の場には動員をかけずとも千人程度の聴衆が集まっていった。石丸陣営は自ら録画配信する他、聴衆やボランティアスタッフに動画を撮りSNS上で拡散することを呼びかけ、また、街頭演説を生配信する者も居た。もともと石丸動画の切り取り編集をしていたとみられる者も多く録画に来てユーチューブなどに公式以外にも多数の応援サイトが立ち、公式を超える再生回数のものもあり、総計視聴回数は1億5千万回越え、全候補者中で最大の視聴数を記録した。選挙本部や街宣車には「SNS投稿OK」「撮影・拡散OK」といったステッカーや貼り紙がされていた。さらに、安芸高田市長時代以来の石丸の切抜き動画を作成し再生回数が伸びることを期待していると思われる者らが撮影に来て彼らは編集動画をSNS上にアップ、それらの再生回数もともすれば公式アカウント以上に伸びた。
2024年7月7日に2024年東京都知事選挙の投開票が行われ、現職東京都知事の小池百合子が当選、同じく都知事有力候補であった元立憲民主党参議院議員の蓮舫を得票数で上回り、得票数2位の成績を残す。
都知事選で石丸の支持が増えた背景には、公式YouTubeやTikTokの「切り抜き動画」をはじめとする支持者発信のショート動画での露出度や、既成政党への不信感を抱える、主に無党派層へのSNSを通じた訴えかけが奏功したことが指摘されている一方で、SNS動画を背景にした支持の広がりに対しては、ネットのマーケティングを鵜呑みにした短絡的な投票行動として捉える懸念の声も寄せられている。

### 都知事選後
都知事選投開票日の7月7日夜、報道陣から今後の政治活動として国政挑戦の可能性を問われた石丸は「まだ決めていない。（国政進出については）選択肢としては当然考える。例えば衆院広島1区。岸田文雄首相の選挙区です」と述べ、自身の新党結成についても「可能性はあるんじゃないですか」と含みを見せた。一方で都知事選後の7月20日・21日に毎日新聞が行った世論調査では、石丸の国政進出について、「期待する」が28%、「期待しない」は53%だった。
7月22日午後、石丸はユニクロを運営するファーストリテイリングの会長兼社長の柳井正と、都内の商業ビルで小一時間ほど会談を行った。これまで柳井は政治と距離を置いてきたが、第二電電創業者の千本倖生の仲介で会うことになったという。柳井が日本経済の今後などについて質問し、石丸がこれに応じていたという。しかし、週刊文春によれば、内容は柳井の期待に沿うものではなかったようで会談後の記念撮影さえ柳井は断ったとされる。しかし、この点については、同じく出席していたドトールの鳥羽博道は、記事が出た後、柳井から電話があり、『自分はそんな風に言ってもいなければ思ってもいない。誤解されたくないから石丸さんに伝えてほしい』と言われたので、その言葉を石丸に伝えたと主張する。
2024年8月2日、滋賀県彦根市の「一日市長」に就任し、彦根市役所に登庁し取材を受け、庁内や彦根城を視察した。同日石丸は次期衆院選について、「各党の党首の選挙区に行って（出馬し）、一騎討ちを申し込むのも選択肢としてはありだ」と述べ、具体的な選挙区として立憲民主党の泉健太代表が地盤とする京都3区と、維新の馬場代表の大阪17区を挙げた。
同月18日には自身のYouTubeチャンネルで改めて次期衆院選に言及。9月に立憲民主党代表選挙が行われることから、新たな立民代表の選挙区から出馬するアイデアを披露した。「自分の政治生命をかけて国民に訴える姿勢をみせないと思いは伝えられない。そのときは自民も公明党も協力して（候補を）立てないで」と述べ、衆院選は立民候補と一騎打ちで臨みたい考えを示し、「立民の代表に勝ったら僕を（立民の）党首にしてください。乗っ取ります」と語った。同月27日配信の経済ニュースメディア「NewsPicks」のYouTubeチャンネルに立民の江田憲司元代表代行と共に出演し、江田から、“立民乗っ取りプラン”についてテロップを通じて大歓迎の意向を受け取った。また、江田は石丸の“立憲乗っ取りプラン”の説明に、理解を示すようにうなづきながら聞いていた。
2024年10月15日、同月27日投開票の第50回衆議院議員総選挙が公示されたが、石丸は立候補を届け出なかった。投票日前日の10月26日には東京駅前で国民民主党の選挙カーに登壇し、聴衆に投票に行くよう呼びかけた。登壇理由については偶然通りかかったと述べ、「国民民主の応援ではない」とも説明した。
11月12日、自身のYouTubeチャンネルで翌年に予定される東京都議会議員選挙に向け、地域政党を立ち上げると表明。19日に国民民主党の玉木雄一郎代表とYouTube番組で対談し、石丸は「（国民民主は）参院選に集中するのがお互いのためだ」「うまく歩調が合わせられるなら、僕が国民民主に（参院選で）何かお手伝いをしたい」と述べ、都議選と同時期に予定される第27回参議院議員通常選挙で互いに候補者をすみ分けるなどの連携を提案。玉木はこれに対し「石丸新党を見定めたい」として、明確な回答を避けた。
2025年4月20日、彦根市長選挙が告示され、石丸と親しい間柄にある現職の和田裕行と元衆議院議員の田島一成が立候補の届出を出した。石丸は7日間の選挙期間のうち4日間、和田の応援に入り、ポスター貼りや街宣に同行し、演説会に登壇した。選挙期間中の4月23日、石丸が安芸高田市長時代に市議の山根温子の名誉を毀損する発言をして訴えられた裁判で、最高裁にて敗訴が確定した。同月27日投開票。和田は田島に敗れて落選した。裁判敗訴が影響した可能性が指摘されている。

## 再生の道
再生の道（さいせいのみち、英語: The Path to Rebirth）は2025年1月に石丸が設立を発表した東京都の地域政党（政治団体）。石丸自身は立候補せず、候補者を公募し、2025年東京都議会議員選挙で42の選挙区に候補者擁立を目指す考えを示した。
2024年11月12日に、自身のYouTubeチャンネルでライブ配信を行い、2025年夏の都議選に向け地域政党を結成する方針を表明し、候補者を募る考えも示した。
2025年1月15日に会見を開き、同年1月10日付で新党「再生の道」を設立したと明らかにした。党議・党則は設定しないとし、多選の制限として2期8年の上限を設ける。党としての政策は特に設けず、党員の他党との掛け持ちも認める。2月26日には都議選の公募に対し、1128人の応募があったと発表した。
さらに同年4月25日には、同年7月に執行される第27回参議院議員通常選挙に東京都選挙区の1名と比例区の9名を擁立することを発表した。なお、石丸自身の立候補については「今のところ、その意思はない」と述べた。参院選への政策としては、公教育を充実させるための「教育投資」を掲げ、国政政党の要件（国会議員5人以上、または全国で2％以上の得票）を満たすことを目指すという。また、当選した場合は任期の上限を2期12年とする考えも打ち出した。

### 支持層
設立発表後の1月18〜19日に朝日新聞社が行った世論調査では、「再生の道に期待する」と回答した人は36%で「期待しない」と回答した人の50%を下回った。なお、18～29歳の男性では「期待する」が6割を超えるなど若年層の男性ほど期待する人が多い結果となった。また、政治に関するSNSや動画サイトの情報を重視している層では、「期待する」が51%と過半数を占め、SNSなどを重視しない層では、「期待する」は29%にとどまった。
また、1月24〜26日に日本経済新聞社とテレビ東京が合同で行った世論調査では、「再生の道に期待する」と回答した人が33%、「期待しない」と回答したのは58%であった。また、国民民主党支持者に限れば「期待する」と回答した人が53%と過半数を超えた。

### 2025年東京都議選
2025年6月22日執行の東京都議会議員選挙では、定数6の杉並区選挙区に3人を擁立するなど、同一選挙区に複数の立候補を含む42名を擁立したが、党勢は伸び悩み全員落選の結果となった。石丸は開票日の22日夜に会見に臨み、選挙戦に就いて「国民の意識が変わるのはそんなに簡単なことではないととらえている」とし、「総体としてはこんなにも政治が、選挙ができる人がいるんだなと、それが実現したことに衝撃を覚えました」と語り、「候補者の選挙活動は千差万別、ただ、全体の評価として期待通りだった」と総括した。選挙後、落選した候補者が相次いで離党した。

### 第27回参議院議員通常選挙
2025年7月20日の第27回参議院議員通常選挙の投開票の結果、東京都選挙区に擁立した吉田綾が落選したほか、比例区での得票数も524,787票で得票率が0.89%に留まったため議席や政党要件の獲得はならなかった。
石丸は投開票日に開いた記者会見で選挙結果について、「結果に一喜一憂するのがどうなんだろうというのが私のポリシー。私も含めて候補者、再生の道としてできることはしっかりと全部できたなと感じる」と述べ、「石丸自身が出馬していれば流れが変わったのでは」との質問に対しては「私一人に集約するよりも、広げていく方が大事ではないか」との持論を述べた。選挙後には朝日新聞の取材に応じ、自身が立候補しなかった理由について「（参院議員は）6年の任期があり、（2028年までに予定される）都知事選への立候補という選択肢を残すために出なかった」と述べた。今後は2027年の統一地方選挙や国政選挙への擁立を検討するとし、規模は「態勢次第」としつつ、「モチベーションは不変」と話した。また、党のあり方について、「これから議論する」とも述べた。

## 安芸高田市政

### 市政全般
石丸は2020年9月の所信表明の基本方針において、財政健全化と行政改革を掲げ、市政において「政治再建」「都市開発」「産業創出」の3つを政策の柱とし、「世界で一番住みたいと思える街」を目指し推進してきた。
2023年10月12日には市長任期が残り1年を切った中で、就任時に掲げた政治再建に関し「ほぼ達成した」との見解を、市議会定例会で議員の一般質問に答えて示した。

### 財政健全化に向けた取り組み
2023年10月22日、市民に対し行われた市の『財政説明会』では日本の少子化問題について、自ら市民に安芸高田市の財政状況とともにこの先20年〜50年先の未来における人口減少に伴う日本の危機について説明を行った。市長が予算や補助金をみな削減しようとしている、市長と議会がもめていると聞いて、それを憂慮して参加したとする市民の一人は、今のような話を聞けば市民は削減も理解するだろう、しかし理解できていない市民も多い、市長は市民にそれを正しく伝えなければならない、そのために一番大事だと自分が思うことは市長が議員ともめないこと、議員も年輩ばかりで市長についていけないのだろう、「20年〜50年先がこうなる」といったことを言った市長はいない、今まではいい加減だった、市民も議員も削減の必要性を理解していないため市長はそれを理解させなければならない、一番先に市長は議員に説明しなけれならないと、石丸に訴えた。
これに対し、石丸は自分は思ってないことは言わないし、思っていることはストレートに言う人間だとしたうえで、自分は財政状況を説明しているしこれほど説明している自治体は自分は知らない、である以上あとは知らない、知らない市民がいるとか理解していない議員がいるといったことは自分の責任ではない、自分がやるべきことはやっていると主張した。
実際の財政状況については、就任以前の2016年度から2019年度決算までは実質単年度収支は赤字となっていったが、2020年度、2021年度決算では黒字、2022年度決算では再び赤字に転じている。同様の収支推移は近隣の同規模の自治体（庄原市や大竹市）でも見られ、2020年度、2021年度はコロナ禍にかかる支援措置の影響で一時的に黒字に転じたのみである。

#### 田んぼアート事業の中止
2020年10月、元市長が2017年に開始した田んぼアート事業を、事業採算の見通しが立たないことなどを理由に中止した。

#### 婚活事業の打ち切り
2021年2月、行政が関与し男女の結婚を後押しする婚活事業を、当年度限りで打ち切りを決めた。安芸高田市では、同事業を開始した2009年からの12年間で計約4,600万円をかけ、59組が結婚に至っていた。
中止の理由として石丸は「行政が関わることで結婚しないといけない、子どもを持たなくてはいけないという強迫観念が助長されかねない」と指摘。「異性婚を前提とし、LGBTの方々への配慮も欠いている。今の時代では公共性が損なわれている」と述べ、X（旧Twitter）においては以下の3つを挙げ、最も重要なのは3番目の理由であると述べた。
1. 結婚という極めて個人的事柄に対して公が関与する理由は本来ない。早く結婚または離婚しろというのは余計な世話が過ぎる
2. 少子化対策として結婚を推奨することは結婚が出来ない人や子供を持てない人を苦しめる。またLGBTへの配慮が足らない。そういった価値観を押し付けると子供が寄り付かなくなってしまう。結婚する人しない人、子供を持つ人持たない人、それぞれが尊重されるべき
3. 少子化対策としての効果がほとんど望めない。1999年頃から少子化が指摘され、数多の政策が打たれたが、成果は上がっていない。少子化それ自体を問題とするのではなく、それによって生じる不具合を解決すべき課題として捉えた方が賢明

市議会において「強迫観念の助長について、そのような事実があるか」と問われた際には「助長しないと断言する理由を探すのが難しい。事実、私はそのように思っている」と答えた。毎日新聞の取材に対しては、子どもの権利保障や経済支援を充実させるべきであり、結婚奨励は必ずしも少子化対策にならず、多様性の流れに逆行し時代錯誤との持論を述べた。

#### 観光協会の解散
2023年度の予算編成の際に、安芸高田市観光協会が800万円もの繰越金を保有していたため、同協会への補助金を半減する方針となった。協会は2023年3月に解散、事業は市が引き継ぐことになった。無印良品出店については#無印良品出店計画の専決処分と否決を参照。

#### 施設の廃止
安芸高田市公共施設等総合管理計画を改定し、公共施設の廃止計画を作成した。これに従い、八千代の丘美術館や吉田老人福祉センターが廃止、あるいは廃止予定となった。

#### 中学校統合計画の検討
2022年11月28日、石丸は生徒数の減少を理由に、市内にある6校ある公立中学校を1校に統合する方向で、保護者に説明していく意向を表明。市は2校に統合しても、統合してから6年後にはクラス替えが難しくなる見通しであるとして、1校に統合して生徒数を確保しながら新たな校舎を建てる方向で検討を進めたいとしているが、保護者を対象にしたアンケートでは、校数については2校が4割と最も多く、3校案と1校案がそれぞれ3割と意見が割れている。

#### eスポーツ大会を開催
2023年12月23日、市民文化センターにおいて「スーパーボンバーマンR2（コナミ）」を競技種目としてeスポーツ大会を開催。小学生から高校生までの33人が熱戦を展開した。

#### その他の事業廃止・凍結
- 市花火大会の廃止[158]
- 青少年海外派遣事業の廃止[158]
- 甲田古墳整備の凍結[158]

### パートナーシップ・ファミリーシップ宣誓制度
2021年10月1日、希望者を対象とした宣誓及びパートナーシップ宣誓受領証等の交付を開始した。制度趣旨としては性別等に関わらず、日常生活において協力し合うことを約束した二人がパートナーシップの関係にあることを宣誓できる制度であるなお従来の婚姻制度とは異なり法律上の効果はなく、誰もが安心して暮らせるよう安芸高田市が応援する制度として導入したものである。
2024年4月、パートナーシップ・ファミリーシップ宣誓制度をスタート。

### メディア戦略

#### 地元メディアを批判
市長記者会見、および市の広報紙「広報あきたかた」において、地元メディアである中国新聞・中国放送（RCC）に対し、「偏向報道」「取材不足」「印象操作」などと度々批判している。
端緒は2022年10月、地元紙記者が市議会の9月の定例会の休憩中に他の傍聴者へ「市長があんな態度だから議会が反対するんですよね」と語っていたと市民から知らせがあったとして、石丸は、記者が市長を非難する、しかもその話が第三者に伝わるのは一般的に不適切なことだと主張して、本来は石丸への取材をするはずの記者会見の席上において、石丸はその記者を延々と非難し続けた。それまでも石丸は議場で議員たちを罵倒するのが常態であったが、この対立を報じる新聞社に対しても「偏向報道だ！」「社会の公器に相応しくない！」と記者会見の場できつい言葉を浴びせ始める。
特に、2023年7月の記者会見での中国新聞とのやりとりは多くの反響を呼んだ。記者会見の席はこのようなことを論じる場ではないと述べる中国新聞の記者らに対し、石丸は、記者が石丸を「あなた」と呼んだことを不躾だとあげつらったり、言葉尻を延々と捉えてそれに対する説明責任を取材者のほうが果たせと語ったり、記者にとどまらず新聞社自体が偏向報道をしているといった主張を行い、1時間以上にわたって罵り続けた（#YouTube等SNSの活用で後述）。このように石丸が議員や新聞記者を罵倒する映像はSNS上でネット愛好家らに話題を呼んだ。これらのメディア批判について、石丸は注目を集めるために意図的に行なったと語っている。また、石丸自身は評判となった理由についてYouTube上の市の公式動画のコメント機能をオンにして動画に感想や意見を書き込んだり、それらを閲覧できるようにしたことが効いたとしている。この結果、これらの公式動画は8月には百万回再生、切り抜き動画も50万回再生を達し、この現象についてジャーナリストの赤石晋一郎は、YouTubeで受けるマスゴミ論の象徴的なものとして拡散したものだと説明する。

#### YouTube等SNSの活用
市や市議会が公開する市長記者会見や市議会一般質問のYouTube映像を使った動画が、ネット上に多数投稿されている。このことについて、著作権は市に帰属するとしながらも、「知名度が高まるのは莫大なメリット」と強調し、許容した。市公式チャンネルの動画再生回数の伸びを踏まえ、広告で収益を図るとした。また、市は出所記載等のわずかな条件の下に自由に利用編集できる素材として認めている。
2024年1月18日、「安芸高田市YouTube公式チャンネル」登録者数が20万人を突破し、自治体のYouTube公式チャンネルとして全国最多となった。安芸高田市が記録更新するまでは、神戸市Youtube「kobecitychannel」登録者数が19万人あまりで最も多かったが、それを抜いて安芸高田市が日本一となった。石丸によると「YouTubeの市公式チャンネルで毎月200万円の広告収入が市の歳入として入るようになった」という。2024年5月、YouTubeから銀の盾が届いた。
また、市が公開動画の自由な編集を認めた結果、切抜き動画がユーチューブに投稿されるなどSNS上に多数氾濫、朝日新聞がこれらの運営者数人を取材したところ、全員が石丸とは面識もなく安芸高田市に行ったことがない人ばかりで収益目的と答え、月数百万円の収益をあげると答える者もいた。ネットの求人サイトでは編集作業の手伝いを求める募集が一時あふれ、なかには固定報酬30-50万円とし月間収益140万円も可能とするものもあった。
石丸はこれらの切り抜き動画を通じて若者を中心に広く支持を集めたとされる。支持が広がった理由として、支援者の一人である鳥羽博道は「若者の正義感」に訴えかける力が強いとゆえと見做している。石丸の「断じて妥協せず、自分の主義主張を通し、そして論破する」姿勢には池井戸潤の小説シリーズを原作とする『半沢直樹』的な痛快さがあるとしており、メガバンクに勤務した経歴を持ち、海外経験も豊富な人物が、反発に対して妥協せずに論破していく姿には揺さぶられるものがあるという。
これら非公式の切り抜き動画では市議やメディアへの攻撃をタイトル・テロップで煽るものも多数制作されたが、こうした動画の拡散によって生まれた石丸の熱烈な支持者による弊害も生じた。切り抜き動画で石丸に批判された市議やメディアに対する批判が過激化し、「殺すぞ」のような電話、いたずらでの生命保険の申し込み、注文していない品物の着払い配達など、一部の者によって誹謗中傷や脅迫・嫌がらせが殺到した。2024年2月には安芸高田市議に対してSNS上で脅迫を行い、被疑者が検挙される事態にまでなった。その他にも市議が、自身の質問が歪んだ形に切り取り編集されることを恐れたり、中傷・脅迫にさらされ身の危険を感じて、議会での一般質問を取り下げる事態にもなった。
こうした過激な攻撃について、石丸は「誹謗（ひぼう）中傷や度を越したものは、それをした人の責任」とし、切り抜き動画そのものについては「その責任を切り抜き動画にまで求めるのは、遡及しすぎじゃないか」と考えを述べ、また、石丸自身があげつらったり、動画が切り取り編集される結果、市議に中傷・嫌がらせが殺到することについて、石丸は、同じリングに立つ以上条件は同じで文句は言えないはず、当人に力がないことが問題だと突き放している。一方で、ニコニコ動画が生配信した、自身の都知事選出馬表明の記者会見の模様などについては、自身の許可のなく利用しないようとSNS上で要求するなど、一貫しない面もみられる。
石丸は切り抜き動画に利用されることを想定して言葉を放っているとの指摘がある。例として、ある市議が石丸に質問を行った際に、石丸は「日本語として意味の分からんところが多いです」「中学生の小論文なら減点です」となどとあげつらう。このような発言を抜粋した切り抜き動画が再生数を稼いだ結果「広島の論破王」とまで呼ばれるようになった。石丸身も切り抜き動画で怒っている様子が注目されることの背景に、自身の戦略的な演出があると告白しており、意図的に怒りを込めた話し方をしたり、目つき顔つきで怒りを示したり、苛烈な言葉選びをしている。その動機は政治家が蔑ろにしがちな正論を訴えたいからとしている。
石丸と市議会との応酬を切り貼りした切り抜き動画については、石丸が相手の質問を曲解したり、相手が言ってもいないことを延々と批判する（ストローマン論法）場面も珍しくないとする批判がなされている。石丸は「恥を知れ恥を！」「出て行ってください！」「これが恥の重ね塗りというやつです」「頭が悪い人は具体的な議論のポイントが示せない」「議員の仕事をしてください！」などと決め台詞を魅力的に発することが上手く、切り抜き動画の投稿者は、実際には相手の発言とほとんど無関係に発せられている石丸のセリフを素材として、実際には論破に至ってないのにあたかも石丸が論破したような切り取り編集を行う。視聴者の多くは、石丸の自信に満ちた罵倒を見て、前後関係の検証もせずに心酔してしまうという。
2024年6月9日、石丸は市長在任最後のこの日、最終回となったYouTube広島県安芸高田市公式チャンネル『あきたかたMeet-up オンライン』「最終回は2時間スペシャル!4年間を振り返りつつ、未来への想いを語ります」を安芸高田市役所から配信し、視聴者がコメントをつけて行う投げ銭機能「スーパーチャット（通称スパチャ）」が2時間で計328万円となり、YouTubeライブ配信スーパーチャット金額日計が世界一を記録した。石丸は「高校の生徒会長に渡すもう1年分が1日で確保できました」とのコメントを最後に残し安芸高田市役所を去った。
石丸が立候補した同年7月7日投票の東京都知事選を控え石丸への投票にネガティブな記事が配信されると、たちまちネット上で石丸支持者とみられる者らによる猛攻撃で炎上する状態であったという。しかし、石丸在任時のYouTube広島県安芸高田市公式チャンネル登録者数ピークは25.8万人で都知事選挙までは横ばいだったものの、安芸高田市長選挙後の2024年7月10日時点で登録者数24.5万人と急減し続けている。
2024年7月、安芸高田市長選で石丸市政からの転換を掲げた藤本悦志が当選したが、市議会の応酬や記者会見の動画を編集した切り抜き動画に関しては、事実と違うものについて削除要請を検討すると今後の方針を発表した。
2025年1月15日現在、登録者数は、「広島県安芸高田市公式チャンネル」登録者数19.8万人、「kobecitychannel」登録者数20.1万人となっており、神戸市が最多に返り咲いている。

### 市議会との対立
安芸高田市における石丸と議会との対立は「通常の自治体では起こりえない極度の対立関係」等、しばしばメディア等で言及されている。石丸は取材等で「対立は二元代表制のあるべき姿であり、対立するからこそ対話や議論が生まれる」「市の知名度を高めるため」として議会との対立を正当化している。一方で全面対立は市政の停滞を招くとする評価もある。

#### SNSで市議の居眠り・「恫喝」投稿
2020年9月25日、石丸はX(旧Twitter)上で、一般質問で市議の1人がいびきをかいて寝ていたと投稿した。当の市議は当初は自身でも居眠りをしたのかと思い27日に石丸に謝罪のメールを送ったものの、同僚議員から病的だったと言われ家族の勧めもあって29日に受診・MRI検査を受けた。30日に睡眠時無呼吸症候群と無症候性脳梗塞の診断を受け、診断書を議長に提出、後日、議長から診断書のコピーが市の秘書広報室室長に託されて市長にも渡り、全議員にも説明された。
9月30日に石丸は、市議15人全員が出席した非公開の市議会全員協議会に呼ばれて、Twitterへの投稿の意図について説明を求められた。翌日に石丸は、この日の全協について「数名から、議会の批判をするな、選挙前に騒ぐな、事情を補足してやれ、敵に回すなら政策に反対するぞ、と説得？恫喝？あり」とTwitter上に改めて投稿。その後に石丸は恫喝した市議として一人を名指しして説明を求めた。名指しされた市議は「恫喝と受け取られたのなら大変残念。私としては優しい言葉で議会の現状を伝えたつもり。言葉足らずで誤解を生んだ」と釈明。石丸は「政策をしっかり見ていこうという同志がいるとの認識に改める」と応じた。
しかし、その後も市議の選挙運動期間中も含め石丸がたびたびこの問題を取り上げ続けたため、同市議からの石丸及び市に対する名誉毀損訴訟に発展、2023年12月広島地裁からは市議からの恫喝はなかったとの判決を受け、市（石丸市長）はこれを不服として控訴したが、2024年7月3日一審の判決を支持し、市と市議の双方の控訴を棄却した。
石丸と議会との対立が話題になるとともに、石丸の過激な発言を切り抜いてつなぎ合わせた「切り抜き動画」が再生数を稼ぐようになると、石丸の熱心な視聴者が市議を執拗に攻撃するようになった。
2020年10月30日に市議会は石丸が一部の市議から「議会の批判をするな」「選挙前に騒ぐな」「敵に回すなら政策に反対するぞ」「夜道には気をつけろよ」といった恫喝をされたと主張している問題を受け、恫喝はなかったとする答弁書を提出。答弁書の内容では「恫喝は発言内容にかかわらず、受けた側が感じた時点で恫喝になるとの認識が必要」との意見があった一方で、正副議長は全市議に事実関係を聞き取り、最終的には上記のような威圧的と感じる発言はなかったことを確認し「恫喝はなかった」と結論づけた。これに石丸は納得せず、翌31日に「国語のテストなら0点」などとTwitter上で批判した。
2021年1月19日に開かれた全協では、石丸は市議会が恫喝はなかったとの結論をまとめた回答書についての確認や、議会運営に関する内容などを述べる予定であったが、議会側は会議規則で定める議案の審査などに関わる協議や調整に該当しないとしてこれを認めず、石丸は途中退席した。2月18日の全協では、司会の副議長を除く15人中6人が、何らかの形で石丸の考えを聞く場を設けるべきであるとの意思を示し、同26日、石丸は翌月の市議会一般質問では、この6人に対してのみ答弁するとの考えを示し、議会側が反発した。
3月4日の市議会では石丸が「後ほど文書で回答する」などの答弁を繰り返し、議会が中断するなど混乱した。その後石丸は議長と面談し、恫喝の問題と一般質問は分けて考えるよう求められ、5日に石丸は応じないとしてきた一部の市議との答弁に応じるなど態度を軟化させ、「全ての責任は私（市長）にある」と陳謝した。
2022年6月10日、自身が提出した議員定数半減条例（後述）が議会で否決された石丸は「居眠りする。一般質問をしない。説明責任を果たさない。恥を知れと声が上がってもおかしくない」と改めて議会を批判。その後も石丸は2020年9月に居眠りをしていたとされる市議について、議会が混乱した原因と名指しした上で「当人は『病気が原因となる意識の喪失』と釈明していますが、判然としないため問い質すと、議会は説明を拒み、今に至ります。説明責任を果たすのは、政治家の何より大事な仕事です」とTwitter（現・X）に投稿した。
これを受けて2022年6月30日に市議側も会見を開き、衆目公開の席であらためて「居眠りではなく、睡眠時無呼吸症候群と診断された」と説明。議長を通して石丸にも診断書を提出していたことを明かした。これに対し石丸は、当時の議長から受け取ったことは認めた一方で、本人からの提出ではなく個人情報が含まれるので、中身を確認せずにシュレッダーにかけたと話し、「それぞれが主張するだけだと、永遠にかみ合わないどっちが事実か。自分の都合のいいことだけを言って、説明責任を果たすことがゆるされるのであれば、政治家は苦労しない」と主張した。
この市議の元には石丸の支持者と思しき人物から頻繁に着払いで商品が無断注文されたり、殺害予告が相次ぐようになった。自宅に防犯カメラを取り付け、毎日、おびえながら過ごし精神的に追い詰められ体調も悪化して、次第に嘔吐を繰り返すようになった。2023年の年末に救急車で運ばれてからは入退院を繰り返し、2024年1月30日、68歳で死亡した。
その後も遺族のもとへの非難や脅迫はなくならず、一人暮らしとなり不安を持ったと思われる市議の妻は警備会社のアルソックと契約を結ぶに至っている。市議の妻は夫の死後、精神疾患を発病し始め、2025年1月26日に直接の理由は不明ながら自殺した。死の前日には「たすけて」というメッセージを中国に出張していた息子宛に送信していた。
2025年3月、石丸は、ユーチューブチャンネル上で他の出演者から、自身もかつて授業中寝てたと言っていたことを指摘されると、「あれはギリ許される」「お金（←授業料のことと思われる）を払って寝てた」とふざけた上で、自身が居眠りを糾弾した理由について、「これを許してはいけないなと思って」「どう始末してやろうと思った時に、上手く使った方がいいなと」「穏便に済ます、それじゃあもったいない。これをうまくエネルギーとして蓄積して、世の中に発信していくべきだと思った」と正当化、「よく動画とかで（議員の居眠りが）出てるじゃないですか。ああいうのまとめてシバきたいなと思った」「なので、シバけるような出し方をしましたね」とも続けた。

#### 副市長人事案の否決
2021年1月4日、市は副市長の全国公募を開始（締め切りは1月31日）した。市は、4月就任予定で任期4年、月額給与70万円、年収約1,200万円を提示した。2回の面接などを経て内定を出すこととなった。
同年2月1日、市は目標の4倍以上となる4,115人から応募があったと発表した。首都圏や関西圏、広島県内を中心に、北海道から沖縄まで全国各地から応募があり、海外在住者からもあった。業種、職歴は、製造業や商社、官公庁、マスコミ関係者、コンサルタントなど多岐にわたった。
同年3月1日、全国から公募した2人目の副市長に、東京都の団体職員の女性を内定したと発表した。
定例市議会（2月24日 - 3月17日）に副市長の人事案を追加提案したが、3月10日、同人事案は、議長を除く賛成7、反対8の1票差で否決された（1回目）。選任案をめぐっては、否決を受けて結成された市民グループが、石丸や市議から経緯を聞く市民対象の意見交換会を開いたり、選任案が再提案された場合に賛成するよう市議に求める署名を集めたりする動きが出た。
同年6月1日、議員と2人目の副市長候補がリモートで意見交換を行った。賛成議員からは質問が相次いだが、反対議員（清志会）からの質問はなかった。
同年6月2日、石丸が副市長選任案を再提案するために招集した臨時会で、副市長選任案は賛成5、反対10で2度目の否決となった。
同年6月29日、市議会は、2度否決している公募副市長の人事案について、地方自治法に基づき「議決に法令違反があった」とする石丸の求めに応じ、再議（審議のやり直し）を行い、1対14の大差で3度目の否決となった。
石丸は市議会議長を通じて全員協議会での意見聴取を繰り返し求めたが、すでに討論を経て否決されていることから議会側は拒否し、回答書を石丸へ通知した。7月27日の４者会議（市長・副市長、正副議長が出席する会議）において、石丸は回答書について「国語力がない」「国語が理解できる方にお越しいただくようお願いする」と切り捨て、議長はこれを会議の拒絶と受け取り「理解できない」「そういう市長の意向であれば今後来られない」として、以降4者会議は打ち切られた。
2022年3月7日、市議会は本会議を開き、副市長の定数を2人から1人に減らす条例改正案を賛成多数で可決し、安芸高田市の副市長の定数は1人になり、石丸が提案した人物の副市長就任は不可能となった。

#### 安芸高田市議会議員定数半減条例改正案
2022年5月24日、石丸は同6月10日開会予定の安芸高田市議会定例会で、現在16の安芸高田市議会議員定数を半数の8にする条例改正案を提出する意向を示した。同年3月に市議会が副市長定数削減の条例改正案を可決し、石丸の目玉人事を封じたことから、石丸は市議会議員半減の条例改正案を提出することにしたが、議会側は2020年にも定数を2削減しており、石丸の定数半減案に対しては、「定数は議会の根幹。半減すれば、市民の声が反映されなくなる」と猛反発した。石丸は「（副市長定数の削減時に）何が起きていたのか、何が問題だったのかを周知できると思い提案したというのも狙いとしてある」とも説明した。
同年6月10日、石丸が条例改正案を議会に提出した。石丸は提案理由について副市長の定数減の際の理由が財政健全化であったことや、「居眠りをする、一般質問をしない、説明責任を果たさない。こんな議員はいらないという声を多く聞く」として、半減により競争が生まれて議員の質が高まるなどと主張したが、同日の採択では、賛成1、反対14の大差で否決された。石丸は採決後、「子供のけんかという評価はその通りだと思う。ただなぜそれが起きたかを知ってほしい」と、原因は議会側の姿勢にあると改めて主張。市側から議員定数削減が提案されるのは異例のことであり、識者からも「そもそも市長が議員定数の削減を提案すること自体が二元代表制の趣旨に反する」（関東学院大学法学部准教授・牧瀬稔（自治体政策学））などの疑問の声が上がった。
8月末に市は市民の声を施策に生かす「市民モニター制度」（98人）を使い、全市議16人の評価を問うたアンケート結果を公表。石丸は議員定数の半減理由の補足として実施したと説明した。9月12日の定例市議会の一般質問では議員から「市の施策の評価や要望を聞くという目的から完全に外れている」などの指摘を受けた。これに対し石丸は、「市民のニーズを把握し、市が今後行っていく施策に生かす目的で聞いている。当然、市という中には議会も含まれている。市民のニーズは議員に対する評価にほかならない」と反論し、アンケートの有効性を強調した。

#### 台風接近中の他県トライアスロン大会出場
2022年9月17日から19日の3連休中に、大型台風14号が中国地方に接近する中で、石丸は18日に千葉県で開催されたトライアスロン大会に参加していた。広島県においても18日から20日にかけて、この台風14号は強風と観測史上最大を更新する記録的な雨量（広島県土木建築局の安芸太田支所所管内）により各地道路・住居に大きな被害を与え、床下浸水も安芸高田市では1件が確認されている。
2022年12月の安芸高田市議会において、市議が消防庁発行の『市町村長による危機管理の要諦』から「市長村長が全責任を負う覚悟を持って陣頭指揮を執る」等の記述を挙げて台風接近中の遠方外出を問題視した。副市長は「3連休中の市長の動きについては把握していなかった」と答弁し、幹部が市長の外出先や目的を把握していなかったことが明らかになった。また、権限代行者が定められていなかったのではないかという市議の質問に対し、「事前の臨時幹部会議においてあらゆる想定をして機械的に実行しており、随時情報を共有していたため、代行は立てる必要がない」と反論、また、災害時に市長が居たり所在が分かっていなければならないとすることは精神論であると主張して「私が滝に打たれたり薪の上で座禅を組んでいればよかったのか」と反駁、さらに大会参加のスケジュールについて詳細に調べ質疑する議員に対し「公務外であり、プライベートの詮索」「はっきり言ってキモイ」と批判した。
石丸は、議会答弁において消防庁発行の『市町村長による危機管理の要諦』については知らなかったとしつつも、「その内容については恐らく理解できている」「その場に行けという指示ではなく情報を共有し、意思決定できるようにしないというのが助言の趣旨のはず」と反論し、規則ではないので絶対に従わなければならないものではないとして、市議の批判に対して「あまりにも短絡的」と主張した。
この約１年後の市の臨時記者会見において、石丸は自らトライアスロン大会への参加問題を自ら持ち出し「なんで僕が千葉に行ってたかって気にならないですか？うっかり行くような人間じゃないですよ。当然ですけど計算して狙って行ってます」と言い始め、それまでのプライベートな問題としていた主張を、「注目を集めるため敢えて台風接近中に遠方へ外出した」とし、トライアスロン愛好者に多い“富裕層”の目を安芸高田市に向けるための意図的な行動であったと変えた。災害対策上のクリティカルな問題が発生しなかったため、多くの注目を集められず残念だったとも語っている。同年９月、前年度の一般会計決算が市議会によって不認定とされているが、この予算決算委員会の討論の際、委員からは市が発行する広報紙が石丸市長の一方的な主張に使われていることと並んで、台風接近中のトライアスロン大会への参加によって市民に不安と不信を与えたという批判が議員より出ている。

#### 「市長は市民の代表か」の議論と「バッジを外して出ていってください」発言
2023年第１回安芸高田市議会３月定例会において、市議より選挙時公約と今後の具体的政策について問われた際に、石丸は言を左右にして具体的に回答しようとせず、「政策をやらなくてもいいと言うならそのほうが楽だからいい」「では議員の皆さんは（公約として）何を言って当選してきたのか、そしてそれを実行してきたのか」などと言い出した。その発言や態度に対し、市長としてやりたいことがあるから公約をかけたのではないか、楽になるからしなくてもいいという発想はおかしいとして、あらためて市議は「市長は市民の代表」だからと述べて市民のために回答するよう求めた。（参照：「#選挙時の公約の内容と残り在任期間の政策について」）
ところが石丸は、寧ろこの発言を捉えて「市長は市の代表ですが、市民の代表は議員の皆さん」との主張を始め出し、「違うよ」との野次を受けた。この野次に対し石丸は、いや違わない、そうやって書いてあるしそう定義されている、じゃないと二元代表制が成り立たないと返した。三重県議会と群馬県議会のサイトには首長と議会議員がともに住人の代表と書かれている。
その上で石丸は、議員はそれぞれが民意を反映する立場として市民の代表として集まっているはずと続け、違うと言うならバッジを外して出ていってくださいと語った。相手市議は「何を言いよるんですか」と抗議し、これに対して相手市議と同じ会派である議長は「ただいまの市長の発言はよくないふうに思う」と同意した。

#### 無印良品出店計画の専決処分と否決
2023年4月27日付で、市と生活雑貨大手「無印良品」を展開する良品計画は、出店や地域資源を活用した商品開発、移住などの相談窓口設置などで連携する協定を締結。市内の「道の駅 三矢の里あきたかた」に無印良品の店舗を開き、地域資源を活用した商品開発などを進める計画であった。4月28日、市は改修の設計費などの関連予算450万円を、議会の議決を通さずに専決処分した。専決処分の理由として、市は12月開業を目指す良品計画のスケジュールから逆算したためとした。一方で事前説明がなかったことについて、良品計画は「情報の取り扱いや事前説明について当社から要望したことはない」としている。
専決処分や事前説明の不足に議会側が反発し、議会側は専決処分を承認せずに、施設改修費3300万円を盛り込んだ当年度の一般会計補正予算案についても、改修費分を削減した修正案を提出した。6月16日の本会議では議員から「独断と専行を許すわけにはいかない」「今回の企業誘致を議会の判断でさえぎれば、今後、誘致にのる企業が現れるか危惧している」といった賛否両論の意見が出たが、賛成多数で修正案が可決され、同年12月に予定していた出店が見通せない状況となった。
6月24日、市は道の駅への良品計画の出店計画に関する市民モニターへのアンケート（6月21-26日）結果を公表した。市議会が関連予算を削除後に実施。無印良品出店が市の将来のために必要かを尋ねたのに対し、「そう思う」は59・7%（43人）、（予算を削除した）議会判断が市民の声を反映しているかの問いでは、「そう思わない」が59・7%（43人）、という結果だった。石丸は「（出店への市民の）期待が大きかった。議会は真摯に受け止めていただきたい」と指摘し、大下正幸議長は「既に議決された議会の判断について、市民モニターに問うのはおかしい。議会軽視だ。議員各自が市民への説明を果たしていく」と反論した。6月29日に議会で「行政手続きをないがしろにした」として石丸に対する問責決議案が賛成多数で可決された。不信任決議案も提出されていたが、こちらは反対多数で否決された。石丸は「不信任決議案が可決されれば市民に議会への信を問うことができた。反対した議員は自分の議席を失いたくないからで、権力の私物化だ」と一部議員の対応を批判した。
安芸高田市議会は「事前説明が無かっていたこと」を理由として修正予算案を否決、実質的に無印良品の出店は頓挫した。石丸市長は否決した市議会に対し「市が発展する可能性を示しましたが、その可能性を潰したのが議会です。この烙印は安芸高田市の禍根として、将来に渡って残ります。」と痛烈に批判した。

#### 安芸高田市議会広報紙「議会だより」
安芸高田市議会が発行する広報紙「議会だより」について、石丸は内容に度重なる「虚偽がある」として「議会だより」発行にかかる経費およそ150万円の計上を拒否し、「記述は要約であり虚偽ではない」とする市議会と対立した。
石丸は、2022年9月の市議会一般質問において国・県への陳情要望活動について問われた際、件数を挙げて市長交代前より増加傾向にあることを示しつつ県議会議長や議長への会議以外での面会は適宜適切に実施している答弁した。「議会だより」ではこの一連の答弁について「それなりにやっている」と記述したが、これについて石丸は虚偽であると批判した。
経緯は以下の通り。
- 2024年1月22日、安芸高田市議会が年4回発行する広報紙「議会だより」について、石丸は内容に虚偽があるとし「正しい情報が担保されていない」と指摘し、2024年度当初予算案への経費計上を見送る可能性を示した。議会側は「虚偽は確認できず、知る権利を軽んじている」と反論した。市は近く最終判断するとした[279]。
- 2024年1月29日、議会広報特別委員会の協議が行われた[274]。同日、議長の大下正幸は、市長が指摘する一般質問の記述は議事録にないとしながらも「（市長）答弁の要約」とする回答書を市長へ届け[274]、「議会だより」の内容は虚偽ではないという結論を市長に伝えた[275]。
- 2024年1月31日、石丸は臨時記者会見を開き、2024年度当初予算案に「議会だより」発行経費を計上しないと発表した[280]。大下から「議会だより」訂正などの対応がなかったことから「議会だよりには市民の知るべき情報が載っていない。広報紙で間違ったことを伝えてはいけないというのは大前提で、この正当性が担保されないと捉えたので、議会だよりの予算は落ちる」と説明した[275]。また、石丸は「今後、議会側の出方次第では対応を考える」とした[281]。今年度の広報紙の予算は、およそ150万円[281]（年4回発行）。大下は「予算を計上しないことを市民が納得するのか。市長の権限で予算を削るのはいかがなものかと思う」と主張している[275]。
- 2024年3月15日、安芸高田市議会予算決算委員会は、2024年度一般会計当初予算案について、議会だよりの発行経費を追加する議員提案の修正案を賛成12、反対1で可決した。定例会最終日の21日の本会議でも可決される見通し[282]。
- 2024年3月21日、市議会は本会議を開き、2024年度一般会計当初予算案について、市長の石丸が予算計上しなかった議会広報紙「議会だより」の発行費を追加する議員提案の修正案を賛成13、反対1で可決した[283]。石丸は閉会後、地方自治法が定める市長の予算提出権限の侵害に当たるとし、大下議長に再度の議決を求める再議書を出した[283]。また、閉会後、石丸は見解を聞くために全議員を応接室に招じたところ、応じた市議は3人であった[284]。
- 2024年3月29日、市議会臨時会が予算案の審議のやり直しの求めに応じて開かれ、再び賛成多数で可決された[285]。石丸は、知事に申し立てができる「特別的拒否権」について慎重に検討したいとしている[285]。
- 2024年4月18日、石丸は臨時記者会見を開き、市議会広報紙「議会だより」の発行費について議会側の予算追加は地方自治法などに違反するとして、19日（申立て期限）までに地方自治法に基づいて知事への審査申し立てをすると発表した[286][287][288]。

### ふるさと納税
SNSで石丸が話題となった2023年8月以降、ふるさと納税寄付額は、2023年8月度は前年同月を1,354万円超える2,091万円となり、大幅に前年同月を超える現象が起きた。安芸高田市の2022年度ふるさと納税寄付額約2億円に対して、2023年9月のふるさと納税寄付額は前年同月比10倍となる約1億円を超えた。これは1ヶ月で前年度のふるさと納税寄付額の約半分にあたる。10月にはXの安芸高田市公式アカウントで「臨時の財源があれば安芸高田市の教育分野への投資を増やせるので、是非ともご支援をお願いします」とふるさと納税を呼び掛けている。
2023年10月10日、Xの安芸高田市公式アカウントで、安芸高田市ふるさと納税史上初の体験型返礼品「石丸市長との昼休み」の応募を開始し、開始3分で売り切れ、東京、横浜、大阪から安芸高田市を訪れ石丸と昼休みを過ごした。今後、市は第2弾の体験型返礼品の提供を検討している。
2023年11月、ふるさと納税返礼品の限定品として、サンフレッチェ広島が優勝した2022年のルヴァンカップ決勝で登場し話題になった、通常サイズの約3倍の高さ約80cmを誇る通称「デカサンチェ」が限定40個で登場した。

### 地元政治団体からの辞職要求
2024年1月10日、30人の市民でつくる「安芸高田市政刷新ネットワーク」が、「恫喝」発言を巡る訴訟で、石丸の市議に対する名誉毀損を認定した一審広島地裁判決などを踏まえ、市政を混乱させたとして、石丸に市長辞職を求める要求書を安芸高田市に提出した。
2024年1月22日、定例記者会見で石丸は、「論ずるに値しない事案だ。一部の政治活動をしている団体がそうしたことを主張している。それ以上でもそれ以下でもない」と語った。

## 政策・主張
- 少子化対策や人口減少問題の解決は、日本では300年かかるほど無理難題と主張した。人口減少を少しでもゆるやかにする対策として、「東京一極集中の是正」を主張した。また、SFの話に聞こえるような極端な例である「遺伝子的に子どもをつくること」[299]と「一夫多妻制の導入」[300]の2つの例を「これを目指すとは一言も言っておらず、思ってもいない」と否定したうえで、「これら認められるぐらい社会が変わらないと人口減少は止められない。」と主張した。
- 石丸は安芸高田市長時代の自身の成果として給食無償化をあげている。平成30年度の災害以降、積み立てていた財政調整基金を令和4年度には大幅に取り崩し[301]、令和5年度は幾分積立てをしたものの、取り崩し基調は変えるに至っていない[302]。また、公共施設等総合管理計画及び個別施設計画（いずれも改訂版）を取り纏めたことを成果として挙げており、2015年時点で「20年間で30%以上削減する」目標に対し、2020年時点で4%しか削減できてなかった[303]。実際に、近辺の自治体でもこの頃に国の要請に応じる形で改訂版が作成されている[304]。
- マイナンバーカードを健康保険証と一体化すること（マイナ保険証の開始）による事実上のカード取得義務化を打ち出した政府方針を評価する[305]。
- 赤字の鉄道路線の維持の是非について問うアンケートで、「どちらかといえば廃線とするべきだ」と回答。理由として公費負担の増加や、マイカーやバスなど他の交通手段があることを挙げた[305]。
- 日本政府の新型コロナウイルス対策の評価について、2023年4月のアンケートで「どちらかといえば評価しない」と回答[305]。
- ふるさと納税はやめるべきという主張であったが、2023年度の月例定例会見やXにおいて、その主張に変化が生じたと発言している[305]。
- 次世代原発の開発・建設の推進などを盛り込んだ2022年12月の政府基本方針に「どちらかといえば賛成」と回答[305]。
- 都知事与党を是認しないという認識を示す。[306]

- 2024年2月にYouTubeの「古舘伊知郎チャンネル」に出演時、「安芸高田市をちょっとでも長く生きながらえさせたい。ずっと残すのは無理だと覚悟している。そこに全力を費やす価値はあるのかな」「僕が本当にこの日本でやってほしいのは東京の解体。地方の衰退を食い止めるために東京を弱体化させる。これぐらい踏み込む必要があるんじゃないか」[307]と発言した。

### 二元代表制について
- 市議会との激しい対立について「二元代表制のもとでは首長と議会の対立こそ本来の姿」だとしている[200]。
- 「市長は市民の代表」だとする市議に反論し、「市長は市の代表ですが、市民の代表は議員の皆さん」「でなければ二元代表制が成り立たない」とした[262][263]。三重県議会と群馬県議会のサイトには首長と議会議員がともに住人の代表と書かれている[264][265]。

### 選挙時の公約の内容と残り在任期間の政策について
- 2023年3月市議会において、石丸は市長は就任以来2年半が経過したとして、市長選立候補時の「世界で一番住みたいと思えるまち」という公約とそのために残り1年半の在任期間で今後どのような政策を計画しているかを市議から問われ、以下のように回答した[308]。

#### 今後とる政策について
答弁を受けた市議は、この回答に納得せず、具体的な政策を聞きたいとした上で、楽になるならしたくないと言うが市長としてやりたいがために公約をかけたのではないかと語って、引き続き回答を求めた。これに対し、石丸はやはり回答せず、「それでは議員らは何を公約にしたのか、それを実行してきたのか」と言い出し始めた。市議は、市長が市民の代表である以上は回答するよう、さらに求めたが、今度は石丸から議員らも市民の代表ではないのか、違うと言うならバッジを外して出ていってくださいとの発言が出るに至っている。（参照：#「市長は市民の代表か」の議論と「バッジを外して出ていってください」発言）

## 不祥事・訴訟

### SNSでの「恫喝」投稿裁判
広島高等裁判所　令和6年（ネ）第31号　損害賠償請求控訴事件
広島地方裁判所　令和3年（ワ）第628号、第1006号　損害賠償請求事件
この事件は石丸に「恫喝された」と虚偽の発言をされて名誉を傷つけられたとして、安芸高田市議の山根温子が石丸と市に対して損害賠償を求めたものである。地裁・高裁ともに石丸の発言の真実性・真実相当性を否定して、安芸高田市に損害賠償の支払いを命じた。一方で、石丸の賠償責任については、石丸が投稿を市長の「職務」の一環として行ったものと認定、石丸が個人として山根に直接に賠償責任を負うものではないと判断した。
以下裁判所の事実認定を要約する
- 石丸は2020年9月25日、同日の市議会で「居眠りをしている市議がいた」とする投稿を自身のTwitter（現X）に行った。この投稿を巡って同月30日、石丸氏は市議たちと意見交換会を開いた。この会の後に石丸は、Twitter（X）に山根より「恫喝」を受けたとする投稿を行った[309][313]。
- 石丸は市議の発言の証拠（乙１）として、「9/30（Wed）全ーTーSNS B?、Kuー杭、Yー対立ー政策ー敵、Koー社Bそうだ」との1枚のメモを市議の「恫喝」発言の唯一の根拠とし、山根市議を指す「Y」との記載に続いて「対立ー政策ー敵」を挙げた[314][313]。
- しかし、恫喝発言があったとする意見交換会の録音データには、該当の発言は記録されておらず、石丸が3名の市議を表すと説明した「T」、「Ku」、「Ko」の発言も含まれていなかった。裁判所はこれをもって「被告石丸主張に係る発言者が実際に用いたものか否か、実際に用いたとしてどのような文章の中で用いたのかを具体的に明らかにする証拠はないといわざるを得ず、当該単語ないし発言者が記載されるに際しては、現実の文言と発言者とは離れて被告石丸の独自の解釈や誤った認識が差し挟まれている可能性も十分にあるところ、被告石丸の本人尋問の結果によっても、上記可能性の存在を否定することはできない。これらの点を考慮すると、本件メモは、原告が本件発言をしたことの裏付けとなるものとはいえない」と判断した[309][315]。

#### 裁判に関連した出来事
- 地裁判決の同日、判決について石丸は「『議会を敵に回すと政策が通らなくなりますよ』の言葉どおりの動きになっている。その事実を公に示すことができた。よって、当初の目的は完遂したと評価している」とコメントした[316]。
- 石丸は控訴期限があることを理由に市議会の議決を得ずに市長の専決処分として控訴することを決め[317][311]、2024年1月9日、安芸高田市はこの石丸市長本人の決定により一審判決を不服として広島高等裁判所に控訴した[318]。山根も同日、金額と石丸個人への賠償責任が認められなかったことを不服として控訴した[319]。
- 2024年1月22日、定例記者会見で石丸は、控訴した理由について裁判所が「山根市議が恫喝した証拠が石丸市長のメモしかない」として「恫喝」発言の存在を認めなかった判断を不服とした、と語った[298]。なお、広島高裁に提出された控訴理由書には、この一審判断の「恫喝があったとは認められない」に対する反論はなく、実際には「恫喝されたという発言は断定的ではなかったため名誉棄損には当たらない」という主張が記載されていた[320]。
- 2024年2月14日、市議会は臨時会を開き、石丸の山根に対する名誉毀損を認定した裁判で[321]、市に賠償を命じた広島地裁判決を不服として市が控訴することにした専決処分について、賛成1、反対12でその承認を否決した[322]。ただし、承認されなかったからといって市に対し控訴を取り下げる法的拘束力は持たない[321]。
- 2024年4月24日、控訴審初公判、即日結審2024年6月初めまでの時点で、裁判上・裁判外を問わず、協議会に立ち会った市職員や市長派・中間派を含めた市議らからは実際に恫喝があったとする証言・発言の類は一切出てきていない[320]。
- 既に石丸が市長を退いた2024年7月11日、安芸高田市は、一審判決を支持した広島高裁判決について、最高裁判所に上告しないと発表した[323]。
- 石丸は市側の補助参加人として最高裁判所に上告受理の申し立てをしたが[323]、最高裁判所第3小法廷（石兼公博裁判長）は2025年4月23日付で石丸の上告を退ける決定を出した[324]。
- 2025年5月13日、市は遅延損害金を含む計約36万6千円を山根に支払った[325]。

### 選挙ポスター制作費未払い裁判
広島地方裁判所　令和３年(ワ)　第１３８０号　請負代金請求事件
広島高等裁判所　令和５年(ネ)　第１７９号　請負代金請求控訴事件
この事件は石丸が当選した2020年の安芸高田市長選に立候補した際の選挙ポスターの製作費の一部が未払いとなっているとして、広島市の印刷会社から約73万円の支払いを求められたものである。この裁判では地裁は石丸の敗訴となり、高裁への控訴、最高裁への上告も棄却され、石丸の全面敗訴となった。
以下裁判所の事実認定を要約する
- 2020年7月上旬に安芸高田市長選への立候補を決意した石丸は7月20日までに、原告の印刷業者に勤務する石丸の妹を通じて、選挙のポスターの印刷依頼の打診をした[326][327]。
- 7月23日以降、石丸と印刷会社は打ち合わせを重ねた上で告示前ビラの製作を中止すること、ポスター260枚を製作すること、法定ビラを2回分製作して、それぞれ8000枚を印刷した後、読売新聞と中国新聞にそれぞれ7370枚折り込むこと、ポスター及び1回目の法定ビラは、小型チャーター便を手配して30日に納品すること、2回目の法定ビラは、同月31日に宅配便で石丸の選挙事務所へ発送して、石丸が証紙貼りをした上で、印刷会社が検品及び仕分けを行い、中国新聞折込センターへ搬入すること、で同意した[326][327]。
- 印刷会社は上記の業務を滞りなく遂行した[326][327]。

報酬額についての最初のやり取りは7月30日から同月31日の間でメールにて行われた。その時系列は以下の通り
1通目：石丸から印刷会社へ
- 「いまさらですが、今回の発注でお支払いの総額はどれくらいになるものなのでしょうか。選挙運動の費用に制限があるため、念のためお伺いする次第です。」[326][327]。

2通目：印刷会社から石丸へ
- 「ビラ・ポスターは弊社から安芸高田市へ請求書を指定の用紙で提出し、安芸高田市から入金されるものだと思います。したがって、石丸さまへは負担が無いかと思いますが、 説明会資料にそういった説明書きや提出書類はございませんでしたでしょうか？」[326][327]。

3通目：石丸から印刷会社
- 「はい，ポスターとビラの費用は公費負担です。ただ、選挙運動に関連して無尽蔵に支出できる訳ではなく、総額に制限が設けられているとの認識です（今回の場合は500万円程度）。残りどの程度の支出が可能なのかを把握しておきたくお伺いしました。正確なルールは改めて確認しておきます。」[326][327]。

4通目：印刷会社から石丸
- 「全体支出に関してのルールまでの知識は無いのですが、印刷物については、決められた計算式の元でのご請求になるのではないでしょうか? ルールのご確認を頂けましたら、お教えください。」[326][327]。

印刷会社は、8月3日に業務を全て遂行後、石丸に合計102万800円の見積書をメールにて送信した。その内訳はポスターに39万8000円、法定ビラの1回目、2回目ともに26万5000円、消費税分9万2800円。
同日中に石丸は印刷会社に対し、「選管の説明によると、ビラは120160円、ポスターは227994円が公費負担の限度額となっています。頂いた見積書は数倍の金額が提示してあるのですが、相場と比較して妥当なものなのでしょうか？（印刷会社の営業部次⻑）さんの書き振りからして、一般的に自己負担が発生せず、それを前提に受注して下さっているとの認識でいました。」と返信した。
- 石丸は印刷会社はポスター及び法定ビラの費用は全て公費で賄われることで同意したと主張、また、公費負担額は選挙用のポスターやビラの製作代金の相場価格であり、これが「相当な報酬」の額であるとして、安芸高田市の公費負担分を超える72万9395円の支払いを拒否した[326][327]。
- 石丸は見積りに含まれる「企画」の費用（ポスターに13万円、法定ビラ（1回目及び2回目）各11万円）に関しても高すぎると主張し、「休日・時間外対応費用」（9万4519円）についても、請求の根拠はないとした[326][327]。

- しかし裁判所は『公費負担額は報酬額の「相当な報酬」の基準になり得ないと判断し、製作されるポスター等の品質、数量、納期、これに要する業務量等の「業務の内容」が報酬額の基準になる』とした[326][327]。
- 裁判所は、選挙ポスターは一般の印刷物に比べてコストが高くなると考えられるにもかかわらず、一般財団法人建設物価調査会の「物価資料」 に基づいて積算すると、印刷会社が提示した見積額は相場の範囲内になると認められ、報酬の額として、相当性を有していると判断した[326][327]。
- 裁判所は企画費用に関しても、一般的に選挙ポスターは創意工夫の余地が多く、印刷会社の担当デザイナーにより、短い納期の間で氏名、顔写真及び年齢を大きく表記する、氏名の読み仮名を入れる、政策方針とプロフィールを分ける、葉っぱをモチーフとしたデザインをあしらう、キャッチコピーを変更する、視認性を高めるために縦書きと横書きを混在させたり文字の色や大きさ、行間の幅を変更したりするなどの種々の修正を繰り返した事実が認められることから、石丸の主張を退けた[326][327]。
- 裁判所は休日・時間外対応費用に関しても、納期が短い上、石丸からの入稿や指示が遅れたために印刷会社のデザイナーが休日出勤や残業を余儀なくされたことから相当であると判断した[326][327]。

#### 裁判に関連した出来事
- 最高裁判所の上告受理後[328]、この事件について、ただの民事裁判なので正直どうでもいい、ポスターやビラの公費負担の問題を提起したかった、という趣旨のことを石丸は語っている[329]。
- その一方で、週刊文春による取材記事では石丸氏本人が「正直、向こうが非を認めて謝罪したら全部払ってあげようと思ってたんですよ。」とも述べており[330]、問題提起したかったとの石丸氏自身の主張には矛盾が生じている。
- 中国新聞では過去、広島市の選挙ポスターが高額である事を問題提起した記事を出している[331]。選挙ポスター費用は公費で賄われるが、広島市の場合、上限が109万円相当であり、印刷会社が提示した見積書と近い金額となっている。石丸のケースは、石丸の急な立候補による緊急注文で、他から断られた末に広島市の印刷会社が石丸の妹が当時勤務していた縁で、休日出勤もして無理に対応した注文ではあるが、この上限金額と近い金額となっていることから選挙ポスター金額を調整しているのでは？という疑念がX上で広まった。
- 印刷会社は自民党広島支部へ企業献金している事が収支報告書から判明している[332]。

### 東京都知事選での公職選挙法違反疑惑
2025年2月、前年7月に立候補した東京都知事選挙の期間中に、石丸の集会のライブ配信をした業者に対し石丸陣営側が97万円余りを支出したことが週刊文春で報じられたことを受け、石丸は記者会見を開き、直前に法令違反のおそれがあることに気づいて発注をキャンセルしたが、キャンセル料として発注した額と同額を支払った事実を明かした。これについて市民団体が公職選挙法違反の買収にあたるとして、石丸を刑事告発した。告発状によれば、支出の一部には人件費が含まれる疑惑があり、公職選挙法が禁じる報酬の支払いにあたる。

## 人物

### 人柄・趣味・嗜好
- 石丸は地元について「幼い時から、田舎特有の閉鎖的な空気が嫌いでした。この小さい町から早く出て、もっと広い世界に行きたかった」と述べている[334]。その後、京都大学への進学や三菱UFJ銀行での勤務、ニューヨーク駐在を経て「ずいぶん遠くまで来たことで、改めて、自分の出発点に意識が向かうようになったのです。私を生み、育ててくれた国に、まちに何か還元したいと。」と述べている。
- 本当は理系に進んで、医者になりたかったが、医者になるには大学に6年間通わなければならず、当時は実家の経済状況があまり良くなかったため、「ダメだな」と思い断念したという[335]。広島から京都の大学へ入学した理由は「それなりに成績が良かったからというのもあるが、日本史でも度々出てくるし、由緒あるものも多いしということで、日本人としてすごく憧れや惹かれるものがあり、京都の街に憧れていた。東大でもよかったのかもしれないけど、街で京都を選んだ」という[335]。手っ取り早く、手堅く稼ぐため大学では経済学部を選択し、実家がそれほど裕福ではなかったので、お金に不自由したくないという思いがあり、一番確実に稼げる金融機関に就職した[335]。「就職して実現したい夢もあったけれど、その根っこには極めて合理的な判断、選択があった」という[335]。
- 2023年10月9日、自身の公式Xのフォロワー数が20万人を超え[289]、2024年7月9日現在、フォロワー数56万人超えている。
- 好きな女優は、高校の2年後輩にあたる綾瀬はるかである[336]。校庭を走っていたのを見たことがあるという[336]。
- 矢沢永吉から影響を受けている[337]。
- 古舘伊知郎との対談において「アントニオ猪木が最後までアントニオ猪木というアイコンを演じていた」というエピソードを聞き、「心に響いた」と涙を流した[307]。
- 趣味はトライアスロン[338]、キャンプ、漫画本集め、ジャグリング[339]。好きな漫画は『三国志』を新解釈で描いた『蒼天航路』である[2]。石丸によると「曹操が珍しく悪役として描かれておらず、有能な為政者としての姿にひかれた」という[338]。漫画をこよなく愛しており、所蔵している単行本は1万冊（自宅に7000冊ほど保有し、電子書籍を数千冊持っている[340]）を超え[5]、これまでに読んだ漫画は2万冊を超えている[341]。トライアスロンについては、月曜から金曜までは毎日朝30分程度のランニングをして、土日に自転車と水泳の練習に励み、夏のシーズンにはレースにも参加している[338]。
  - なお、漫画『鬼滅の刃』については、安芸高田市長時代に成人式で台詞を引用して新成人に向けて訓示するなどしていたが、2024年6月15日にYoutubeの生配信番組で暇空茜と対談した際には、主要な敵役である上弦の鬼の名前を「猗窩座」以外答えられなかったり、鬼舞辻󠄀無惨を「むざん…むげん？」とうろ覚えであった。この回答に関して、暇空は「漫画に関して知ったかぶり」「ちゃんと読んでいない」と批判している[342]。
- 所有する資格は、剛柔流空手道初段（黒帯）[339]、トライアスリート[339]、唎酒師（2019年7月1日認定[343]）[339]。
- 安芸高田市長時代のマイカーはマツダ車であった[338]。マイカーについて石丸は「東京の銀行員時代は持っていなかった。移動は都バス、地下鉄、鉄道です」と述べている[338]。
- 安芸高田市は6つの町が合併し、いまだに出身地を安芸高田ではなく旧町名で言う人が多いことを憂い、市民の意識を統合して安芸高田市民という意識を持ってもらいたい、と発想し、同市長時代に自身の音頭取りで、毛利元就が好んだとされる餅などを入れた広島お好み焼きの安芸高田バージョンである「あきたかた焼き」を選考した[344]。
- 東京ではかつて墨田区錦糸町に住んでいた[345]。
- 石丸の少年時代について母親は「元気でわんぱくな子だった。勉強はするけれど、先生に反抗してもいた。行動的で、言うことをおとなしく聞くタイプではなかった」と述べている[346]。
- 都知事選落選直後のテレビ中継において、石丸がコメンテーターの質問に対して「同じ質問を繰り返してます？」などと厳しく切り返す場面があった[347]。これに関連して、ふかわりょうがXで「【心配】石丸さん、サブウェイ注文できるかな」と投稿したことがきっかけでSNSで大喜利状態となり、「石丸構文」として注目を集めた[347][348][349]。これについて石丸は、「（コメンテーターが）自分の主張を前提に置きすぎていて、全部が誘導なんですよ、質問が」「そんなのに乗るわけない」とした[347]。また、コメンテーターとのやり取りが「石丸構文」として揶揄されたり、「進次郎構文」と比較されたりしていることについては、「逆にサブウェイの注文はめちゃくちゃ早いですよ。具体的に聞かれた時は即答します」「小泉進次郎さんにちょっと今、並んできているって感じですか。いや面白い」と回答している[347]。

### 学生時代
- 大学の入学金と4年間の学費を合わせた約250万円は、親が出してくれた[2]。就職してから両親のための車を購入するなどして全額返した[2]。生活費は奨学金の月8万円とバイト代で賄った[2]。食費は1日500円で、朝昼晩とも米と卵ともやしであった[2]。大学の学食は贅沢品であった[2]。
- 京大の経済学部では、経済データの分析に統計的な方法を応用する計量経済学という分野を専攻していた[335]。金融業界への就職を目指し、「そのために必要な知識は身につけて卒業しよう」と考え、中でも「財政や地方行政について学んだことは市長としての仕事にも活きている」という[335]。
- 大学時代は「京都大道芸倶楽部 Juggling Donuts」に所属し活動していた[350]。大道芸のスキルを上げて人前に出るために、朝から晩まで練習していた[335]。また、五条のホテルでウェイターのアルバイトをしていた[335]。「大変なアルバイトだったが、今までの自分の人生では経験したことのない場面だったので、テーブルマナーや所作など、得たものは多かったと思う」という[335]。
- 大学生時代の友人からは「癖がなく、コミュニケーション能力に長けた、いわゆるリア充」「一方で気骨もあった」「勉強だけではなくて、空手やジャグリングも頑張って（略）本当にいい人だった」という[351]。

### 銀行員時代
- 法人を相手に融資する業務を2年ほどしたあとに、アナリストとして在籍していた[335]。まずは、企画部の経営調査室という銀行の本部機能の中枢で、銀行経営に必要な、世界経済全体の見通しを立てた[335]。そこで2年ほど働いたあと、上司に伴われて金融市場に携わる部署に異動した[335]。株や債券など金融商品を扱う部署でであり、当時の銀行の総資産の120兆円くらいの内、40兆円くらいを運用していた[335]。その部署で自分の予測を出すという経験を3、4年ほど積み、ニューヨークの為替を扱う部署へと行き着いた[335]。ニューヨーク駐在時代は、年間100日近くが出張という多忙なスケジュールで、アメリカ大陸各国の経済を分析・予測していた[200]。
- 石丸の弁によれば、行員時代は先輩の元で3年かけてプレゼンの修行を行った。市長就任後も議会での答弁や記者会見、出演した番組などはすべて見返して話し方や内容をすべて確認していると語る[191]。
- 三菱UFJ銀行でアナリストの職務を始める際に、上司から贈られた孟子の言葉「自らかえりみてなおくんば、千万人といえども吾往かん」[352]を、今も支えにして市政に取り組んでいる[353]。その一節が石丸の著書タイトル『吾往かん』（2025年2月19日予定[354]、KADOKAWA）となった。

### 政治家として
- 入行から3年目にエコノミストになってから政治に関心を持つようになった[15]。「日本の失われた20年、30年の背景にあるのは、政治の問題だと考えるようになった」という[15]。また「政治家になることは20代のころから頭にはあったが、銀行員として充実したキャリアを歩んでいたので、引退してから、50歳や60歳になってからでいいかなと思っていた。銀行員というのはジェネラリストなので、政治家という職業と親和性はあったと思う」という[335]。

### 家族
- 実家はコメ農家である[355][356]。父は中卒で[15]、バス会社に勤務[346]。母親はパートとして働いていた[2]。自身の父親について、『SPA!』の「エッジな人々」インタビューで石丸は「普通の田舎の中卒のおじちゃんです。父は厳しかった。行儀が悪いとか、約束を守らないとか、事あるごとに怒られた。拳が飛んでくることもあった」と述べている[15]。
- 3兄妹の次男[357][358]。独身である[150]。

## 発言

### マスメディア上の発言・意見
2024年7月7日の都知事選後、石丸は新宿区の選挙事務所会場に集まった多数のボランティアスタッフら支持者らの前でリモート取材も含めた多数の取材陣による記者会見に応じた。しかし、その際とくにマスメディアのインタビューに対し、記者らの質問に対し逆質問で返す、見下した態度や威圧的な言動をとって発言を封じようとする、いちいち言葉尻を捉えては取材の主題そっちのけで使った言葉をあげつらい続けるといった形で、回答しようとしないことが取材陣や視聴者らに違和感を与え、批判を招くこととなった。また、インタビュー中あるいは終わるやテレビ局を酷評し、これに対しとくにマスメデイア嫌いと思われる支持者らが歓声を上げて拍手することが度々であった。
- 小栗・古市との会話（日テレ）、ふかわりょうの感想・石丸構文の誕生（Xから各種SNS・マスコミ）
  - 石丸は7月７日都知事選直後の日本テレビ系の選挙特番『東京都知事選挙2024 開票速報』のリモート取材において、同局解説委員長の小栗泉が政治屋の一掃を掲げる石丸に対し、石丸のいう政治屋の定義を訪ねたところ石丸は回答した[362]。この後、番組ゲストの古市憲寿が、先の小栗の質問を引き継ぐ形で、石丸が批判する政治屋と石丸自身がどう異なるかを再度尋ねたところ、石丸は「さっき答えたばかり」「もう一回、言えってことですか？」と反発、さらに古市がまだ答えは貰っていないと返答すると、今度は石丸は「さっきの定義の話は（もういいのか）？」と聞き返して来た[362]。古市のほうも石丸が話をしている最中に自分のしたい話を始め出す等の問題があったものの、結局、石丸の回答はないまま取材時間は終わりとなった[363]。
  - この中継を見たお笑いテレントのふかわりょうはXに「石丸さん、サブウェイ注文できるかな」と投稿、このポストは大きくバズり、翌8日午後5時段階で閲覧数が200万件を超えた[364]。SNS上には利用者からサブウェイ店舗（サンドイッチのチェーン店）での石丸と店員との間で噛み合わない注文のやりとりを想像した投稿が多数寄せられ[364]、これらは「石丸構文」と称された[365][366]。それまで選挙期間中は中立の立場をとり宣伝や批判になる取り扱いを避けていたマスメディアもこれをユーモラスな話題として取り上げ、それをきっかけに踏み込んだ論評がマスメディア上でも見られるようになっていった[367]。
- 荻上チキ・武田砂鉄との会話（ＴＢＳラジオ）
  - 同日、TBSラジオの『開票LIVE2024～カオス！東京で何が起きていたのか』で荻上チキが、どんな手応えを感じた選挙だったかを石丸に問うと、なぜか石丸はこれをその前のぶら下がり記者会見に関する質問と捉えて「（ぶら下がり記者会見の）どのくだりをされてらっしゃいます？」と逆質問した[363]。そこで、荻上は石丸に合わせ、ぶら下がりの中で、自分たちは頑張ったという話をしていたと思うとし、そこで特にどういう点に力を入れてどんな手応えを感じたかと尋ねた[363]（番組の後半で、これ自体は単なる最初の挨拶同然の形式的な質問であったことを荻上は語っている[368]。）。これに対し、石丸は「自分らは手応えの話をしたのではなく自分らの実感の話をした」「それを手応えと言うのかな」と、あくまでもぶら下がり会見での発言への質問をしなければならないとの意識・態度であった[363]。
  - 2024年5月に石丸が上梓した著作『覚悟の論理』について、武田砂鉄が「『（石丸は）メンタルが強いと言われるが、相手の問題はどうなっても私は知りませんよと割り切れる』と書かれている」「政治をやる人間からすると、そう言われるとちょっとぎょっとする」と語ったところ、 石丸は「失礼ですが、本当に熟読されました？」「そういう風な思いでは言っていません」と主張した[369]。ところが、後ほど改めて武田が確認したところ、武田の言った通りのことが著書には書かれていた[368]。これについて武田は、周りに居る者や放送を聴いている者らに「武田は著書を実際には読んでいない」と思わせる構図を石丸は作りたかったのだろうと述べている[368]。
- 山崎怜奈との会話（フジテレビ）
  - 7月7日『Mr.サンデー“七夕決戦”都知事選SP』（フジテレビ系）の中継でも、タレント出身のキャスター山崎怜奈が小池にも混同がみられるが石丸の公約に国政レベルのものがあるように思われるとして、国政・都政どちらに比重をおいているのかを質問。すると石丸はこれを自身の個別具体的な公約が小池と同じ内容だと指摘されたものと解し、「前提のくだりがまったく正しくない」と一蹴、小池のゼロ公約と自分の政策は異なると主張し始めた。山崎は「すみません、不勉強で」と詫びながら「小池の話とは分けさせてください」として改めて質問をし直したものの、石丸は国防とか外交と違い自分の掲げた政策は全て東京都として関与できる・裁量があるものだと主張、ここでMCの宮根誠司が割って入ったためどの政策が国政レベルのものか個別具体的な話に入らないままとなった。[370][371]
  - 放送終了後、山崎自身は「あ一怖かった、でも楽しかった」「色々若くてすみません…今後とも精進しますので多めに見てもらえますと幸いです」とXに投稿した[372]。この後からの山崎のX投稿も含めて、山崎・石丸双方に批判や疑問が寄せられた[372][373]。明石元市長の泉房穂は、山崎について「何も間違ったことを言っていない」と擁護、本人はかなり驚いたのではないかと指摘、それでも臆さずに「すみません、勉強不足で」「教えていただけますか」と誠実な対応を取りつつ食い下がったことを評価、石丸の対応を「不思議でならない」と首を傾げている[374]。山崎自身は、この件がかなりのストレスになったことを示唆している[375]。
- 「女子供に容赦を」「頭ポンポン」
  - 2024年7月11日、テレビ朝日系「グッド！モーニング」が放送した、斎藤ちはるアナウンサーによる石丸への単独インタビューで、7日の山崎とのやり取りについて振り返った。その振り返りにおいて、「真剣勝負で、こう、切ったら相手は竹刀も持っていなかった、みたいな。ただ、あれは、もういっぺんあの場にいても、同じ風にやっちゃう」と対応は変わらないと述べた。そして、「それは、女、子供に容赦をするっていうのは優しさじゃない」と持論を展開し、「うーん、もうちょっと優しく言ってあげればよかったのかな・・・。もっと（頭を）ポンポンってやってあげる感じで・・・」と苦笑した[376]。
  - この石丸の発言した「頭ポンポン」はＸ（旧ツイッター）でトレンド入りし[377][378][379]、Xでは問題視する書き込みが続出した[377]。
  - 「女子供」はとるに足らないや、足手まといになるという意味で使われることが多い[380]。さらに、岐阜県岐南町の前町長小島英雄が行った、「頭ぽんぽん」は、弁護士による第三者委員会がセクハラと認定している[381]。
  - ジャーナリストの鈴木エイトは「今朝のテレビ朝日『グッド！モーニング』で流れた石丸伸二氏へのインタビュー映像。石丸氏が『女子供（おんなこども）に容赦するのは優しさじゃない』と発言。『女子供（おんなこども）』に耳を疑う・・・」と反応した[376]。
  - 実業家の辻愛沙子は11日、X（旧Twitter）で石丸の「女子供」「頭ポンポン」などの発言に対して「やば・・・絶句」と投稿し、「次世代のリーダーどころか、封建的な古臭い価値観の人なんだなぁと再認識した。こんなに女性蔑視を誇らしげに話す人、今どきほとんど見かけないよ。キツイ」とつづった[382]。
  - 弁護士の紀藤正樹も11日、Xで「言いたいことはわかりますが、今の時代に‘’女、子ども‘’という言葉はなかなか思いつかないです」とチクリ。「石丸氏は、普段から使っている言葉なんでしょうかね」と指摘した[383]。
- 「おちょくってました」発言
  - 2024年7月11日、テレビ朝日系「グッド！モーニング」に出演した際、7日選挙直後のマスコミインタビューで物議を醸した自身の発言について、斎藤ちはるアナウンサーに「内心、おちょくってました」「あ、ムキになってる、ムキになってると思って･･･」と、取材者をバカにしていたと語った[384][385]。
  - 石丸は（質問者が）自分の主張を前提に置きすぎ質問が誘導尋問だった、その対抗措置だったと説明した[386][385]。実際にXでは当初からそのような見方もあり、この石丸の発言に賛同する意見も出た[386]。一方で、ならばハッキリそう言えば良いだけ、取材者の向こうにいるのは有権者でありそのような考えでは政治家の務めを果たしたとは言えないという声、さらには、この発言自体を、噛み合わない会話の原因について後になって他からの指摘で初めて自身の間違いに気づき其れを誤魔化すための後付けの言い訳と見て、石丸に対し、ダサい、この手の後出しじゃんけんが多すぎる、『絶対に謝らない、非を認めない』のでこういう言い訳に帰着する、中学生でももうちょっとマシな言い訳を考える、といった批判もあった[386]。
- マスコミ3社への出禁宣言
  - 7月16日、世間の味方が変わりつつある中、むしろ石丸は自身のYouTubeチャンネルのライブ配信で、4年後の知事選において普通に客観的に言って自身が大本命だと主張し、そのときは日テレに対し取材拒否を真っ先にすると宣言、続けて「ほら困るでしょ、日テレ。どうします？そのときの偉い人。スポンサーからも怒られますよ」と語った[387]。さらに、「TBSにしようか。『TBSの取材、いっさい受けません』。開票速報の後のリレーのインタビューも入れません。告示前も告示後もいっさいシャットアウトです、って言ったら、もうビビるでしょ。今から」「テレ朝でもいいですよ、テレ朝。あの1時間20分のインタビュー（前記「グッド！モーニング」でのインタビューを切抜き編集して20分程度の動画で紹介したこと。）をアップしないんであれば、もう二度と取材受けません。金輪際です。4年後も。こら困った。ものすごいカウンターが来るでしょ？」と語った[387]。
  - 日刊ゲンダイは、大阪維新の会大阪の吉村知事が、テレビ朝日「羽鳥慎一モーニングショー」のコメンテーター玉川徹について「批判するのはいいけど（万博に）入れさせんとこと思って」と万博出禁をほのめかして炎上、権力の乱用と批判されて、後に謝罪・撤回したことを引いて批判した[388]。

### 「一夫多妻制」「遺伝子組み換え」「東京以外は魅力がない」
2024年7月14日に放送の『そこまで言って委員会NP』（読売テレビ）に、東京都知事選を取り上げていたこともあって、石丸は「コーナーゲスト」として“緊急参戦”した。
パネリストの一人には衆院議員や兵庫県明石市長を務めた弁護士の泉房穂がいた。選挙期間中の石丸氏の街頭演説を3回、聞いたという泉は「具体的に聞かせてもらえませんか」と挙手し、「ほとんど政策を語っていなかったので、大きく変えるというメッセージで、みなさんが熱狂していたと思う」と前置きし、日本を「どう変えていきたいのか」と質問した。
石丸は「今一番危惧しているのは人口減少で、ほとんどの方は知っている話のはずなんですけど、そのヤバさになぜかまだ気づいていないっていう。そこを心配します。東京都ですら後15年しかもたない。ガソリンが尽きるできるわけですよ。他の地方においてはガソリンが尽きてる。これを放っていわけが無いのに、誰も手を打とうとしない。なので、政治はまずそこを直していくべきだというふうに（考えている）」と日本の少子高齢化問題の現状とそれへの自身の危機感を語った。
そこで田嶋陽子から「どういうことを具体的を考えていらっしゃいますか」と尋ねられた。
石丸は「究極的にはですよ、ですよ。100年とか200年かかると思うんですけど、いまの社会の規範では無理なんですよ。先進国はどこも人口減少を克服できない。例えば、一夫多妻制を導入するとか、遺伝子的に子どもを生み出すとか。例えばですよ。SFのお話に聞こえるかもしれませんが、そこまでやらないと人口減少は止まらないんです」と発言をした。
続けて石丸は「今どう考えても無理です。それをやろうと思っていないんですよ」と前置きし、「社会が変わるには100年、200年。日本だったらあと300年くらいかかるかもしれない。なので、300年間もたせるためにも少しでも人口減少のぺースを緩やかにし、少ない人口でも国際的な地位を失われないようなシステムを作っていく」と話した。
石丸からは「東京都が吸い続けている人口を止めるべきだと思う」といった曖昧な答えが返ってきた。泉は「何をしはるんですか」と身を乗り出した。大野裕之は「地方分権ということですか」、医師の丸田佳奈は「それって移動が起きているだけで、東京で子どもを産まないですよ」とダメ出しした。
石丸は「東京ばかりに集まっても、そこでは“再生産”は行われないのですか？」と疑問形の言葉を発した。丸田は「産むっていう行為にたどり着く、ほとんどの女性が産みたいなという具体的に何をしますか」と詰め寄った。
石丸は「そのために、え〜」と言葉を詰まらせ、“小考”し、「東京以外にも正解がある」と固く目を閉じて、「言葉にすると、すごく緩いんですけど、地方の魅力、そこに住んで、働いていいなという意識が無いので、東京以外は魅力がなくなってますよね」と回答をすると、番組前半に“論破”された竹田恒泰が「だとすると、都知事の仕事で、地方都市の首長の仕事。例えば、泉さんのように実績を上げて、こういうふうにしたら人口減少を止めることができる」と実績に基づいた政策を求め、都知事選に出馬せずに、安芸高田市長として、だれもが納得する「人口減少」の大胆政策を成し遂げたほうが、説得力があったと主張した。泉は市長在任中に「18歳まで医療無償化」などの独自の子育て支援策を実施した。
石丸は「明石市が子育て政策を厚くすれば、周辺の自治体から子育て世代が流れてくる。それだけ。取り合いになってゼロサムゲームの綱引き」と断言すると、泉は「ゼロサムではありません。明石市は出生率が兵庫県トップです」と反撃した。こうして明石市と安芸高田市の子育て支援策について議論が始まった。
石丸が「チェックしたが、安芸高田市の子育て支援は明石市とそんなに遜色ない」と攻め込むと、泉は「ぜんぜん違いますよ。それはデマですよ」と激怒した。
石丸は「明石市は給食費を無償化されてますか？」と「実績」をアピールすると、泉は「うちは医療費も保育料、児童手当もやっていますよ」と連射砲で反撃し「安芸高田の給食費だけで」自慢されても」必死のパッチで声を荒げた。
食い下がる石丸は給食費の無償化について「小学、中学まではしてないですよね」と続けると、泉は「家の給食は中学校です。でも児童手当は18歳までやってます」に対し、石丸「給食費の無償化が金額が大きい」主張した。泉は「医療費のほうが大きいです。事実関係が間違っていますよ!ちゃんと調べてください」
石丸は「給食費は小さくないじゃないですか」と論理を求めると、泉は「小さくありません」と回答した。石丸は小学校で無償化してないことに「じゃあ、なぜ、されかったのですか？」と安芸高田市との“違い”で攻めた。これに泉は「明石は給食以外にも、医療費も保育料も、児童手当もやっている。児童相談所も新たにつくっている」と声を張り上げ、石丸に「やってないでしょ」と左手を振り上げ、実績を求めた。
石丸は「あの、なので・・・」と言葉を詰まらせた。泉の「やってまっか！答えてください」の関西弁に石丸は「やっているものはかなりあります」と回答すると、泉が「言ってください!」と強く求めた。
石丸は目線を下に向け、「保育所のエプロンとかオムツのサブスクというのをやった」といったことを語った。
泉は番組の放送終了後に、Ｘで《人口減少対策として、最初に挙げたのが『一夫多妻制』とは驚いた。その次が、『遺伝子的に子どもを生み出す』との政策》《ある意味、‘’理解を超えた方‘’であることは問違いない》などと驚きをつぶやいた。
「一夫多妻制」「遺伝子組み換え」発言を引き出した田嶋は「あのとき、出演者もスタッフも何を言うだろうと思って、私の顔を一斉に見たの。でも何も言わなかったもうあきれちゃって。もちろん石丸さんが披露したのは極論だっていうのは理解しています。でもね、ちょっと流行に過敏な大人だったら“一夫多妻制”なんて言葉、普通は口にしないんじゃないなどと厳しく批判した。

### 「財務省解体デモには意味がない」
「財務省解体デモには意味がない」、「財務官僚の思想は別に悪くない」、「財務省が悪の権化と言う人は間違っている」と述べている。

## 選挙歴
| 当落 | 選挙                   | 執行日       | 年齢 | 選挙区 | 政党   | 得票数      | 得票率 | 定数 | 得票順位 /候補者数 | 政党内比例順位 /政党当選者数 |
| ---- | ---------------------- | ------------ | ---- | ------ | ------ | ----------- | ------ | ---- | ------------------ | ---------------------------- |
| 当   | 2020年安芸高田市長選挙 | 2020年8月9日 | 37   | ――     | 無所属 | 8076票      | 60.18% | 1    | 1/2                | /                            |
| 落   | 2024年東京都知事選挙   | 2024年7月7日 | 41   | ――     | 無所属 | 165万8363票 | 24.30% | 1    | 2/56               | /                            |

## 評価

### 肯定的
- ネットを中心に「改革派の旗手」として褒め称えられることがある[346]。
- 2022年11月、国際子ども平和賞を受賞した川崎レナ（当時17歳）は、受賞スピーチで石丸を指してこのように発言した。「39歳の市長が居眠りする議員に向かい『恥を知れ』と叫んだとき、日本はまだ変われる、私はそう思うことができました」「政治家として議会で寝ないのは普通のことのはずです。政党や思想関係なく、その普通を取り戻そうとしてくれている大人たちがいる限り、日本は私が誇れる国になれるはずです」[393]。
- 2024年、高橋洋一（経済学者）は、石丸を「強力なキャラクター」と評し、「地方の議会とマスコミのレベルはあまり高くないんだよね。そこをやり込めようと思えばけっこうできる。市長としてはそこを自分の売りにしているのかもしれない」として、若い市長が旧態依然とした年寄り議員と地方新聞と戦っているという構図がウケてスターになっていると捉えている[394]。
- 2024年、鳥羽博道（ドトールコーヒー創業者）は、石丸の有力な後援者で、石丸を動画で知り「日本を変えられる人」と高評価を示している。
- 2024年、在日ウクライナ人YouTuberコンビサワヤンのサワは、石丸支持を明確に表明している。支持の理由については「石丸市長が好き、純粋ね。好きなんでちょっと応援したい」と話す。政策面について視聴者から指摘されると「政策が全てじゃない」「評価基準が違う」や中には「お前の価値観おしつけてくんなだよね」と指摘にした視聴者に対して侮辱や差別に近い発言をした[395]。
- 2024年5月、週刊新潮は、取材を受けた京都大学時代の友人は石丸を「本当にいい人だった」と人柄を評価しつつ、「今の彼の動画を見ていると、無理をしていて自分自身が辛いんじゃないかな」と心配していた、とする記事を掲載した[346]。
- 2024年7月、橋下徹（弁護士、元大阪府知事、元大阪市長）は東京都知事選で善戦した石丸について、「今回石丸さんの政治を変えるという気迫、フレッシュ感、これは維新の国会議員にもまったくないところ」と評価した[396]。

### 否定的
- 2023年12月14日、久世高裕（犬山市議会議員）は、石丸がポスター制作代と公費負担の対象外である新聞折込の費用の合計額として約34万円を支払うものとはじめから考えていたのであれば、その一部に過ぎないはずのポスター製作代として、公費上限額の約34万円の請求・支払としたことは、市への水増しによる不正請求となり、説明が自己矛盾をきたしていると、公式Xで指摘した[397]。
- 2024年2月11日、片山善博（元総務大臣、元鳥取県知事）は、産経新聞の記事で『石丸流改革、無用な対立の元』と銘打って石丸の議会運営を以下のように批判した。「少なくとも、地方議会を正常に戻すための手段ではないと思う。議員を萎縮させたり、反発させたりして議会と無用の対立、混乱を生むのではないか。根回しをしない、なれ合いの議会運営をやめることは、とてもいいことだ。私も原則、そうして議会と向き合ってきた。ただ、議員と罵（ののし）り合ったり、居眠りしている議員を世に知らしめるようなことはしなかった。議会での議論は激しくていい。しかし、感情的な争い、相手をあげつらうといったことは一切しない。安芸高田市が全国公募した副市長候補案を市議会が否決した件があった。いかに公募した優秀な人材であっても、最終決定権は市長にない。決定権があるのは市議会。市長が決められるのに、抵抗勢力の市議会が妨害したというイメージが伝わる。それはまったくの間違い」[398]。
- 2024年5月、伊藤惇夫（政治ジャーナリスト）は石丸市政について以下のように評価した。「このままではイロモノの枠を出られません」「政治の世界では論破はダメ。相手を負かせば敵となり、将来にわたって交渉ができなくなってしまう」「議会と対立したことで、極めて生産性の低い市長に終始した」[190]。
- 2024年7月、城戸譲（ジャーナリスト）は、東洋経済の記事で『石丸伸二「論破芸」魅了される若者に伝えたいこと　恥をかかせる行為を安易に鵜呑みにする危うさ』と銘打って石丸を否定的に論評した。支持の背景には、その言動がエンタメ消費されていることに加えて、「メディアにとって都合が悪いから報じられない」といったような既存メディアへの不信感やSNS上での「ネットにこそ真実がある」という考え方があるとし、こうした考えは中高年を陰謀論に導く一方で、若年層では精神的支柱になっているとする。そして政治に求められるのは合意形成であって論破ではないとして、「安易に鵜呑みにすると危険だ」と警鐘を鳴らしている[100]。
- 2024年7月、岡本純子（コミュニケーション戦略研究家・コミュ力伝道師）は石丸支持の背景に、わかりやすい勧善懲悪のストーリーを作り上げたことがあるとする。つまり、安芸高田市議を「老害」の抵抗勢力として、石丸をそれに対抗する若者の「正義の味方」として位置付ける物語をSNS発信やファンの切り抜き動画で作り上げていったという[399]。
- 2024年7月、河崎環（コラムニスト）は、プレジデントの記事で『若年層の行動が明らかに短絡的になっている…今はまだ見えていない「石丸ショック」の本当の恐ろしさ』とのタイトルで石丸を否定的に論評した。河崎は「既成政党への有権者の不信に働きかけて無党派層を大量に動かし、得票数2位にまでつけた力」といった見方を否定して、つばさの党やNHK党とさほど変わらないYouTubeやTikTokを活用したネット戦略が奏功していると見做している。若年層の間でネットのマーケティングを鵜呑みにする傾向が強くなっており、狭いプラットフォームで大量に同じ情報を受け続けることで影響を顕著に受け、その情報だけで他候補と比較検討せず、スマホでアプリを操作する感覚で短絡的な投票行動に出ているとし、警鐘を鳴らしている[400]。
- 2024年7月、片田珠美（精神科医）は、自己愛性パーソナリティ障害の特徴を表すために使用される「送信器はあるが受信器がない」という表現を用いて、石丸を「〈無自覚型のナルシシスト〉の傾向が強く窺えます」と評した。石丸の人格面の特徴として「他人の反応に気づかない」「傲慢で攻撃的」「自己陶酔」「注目の的でいたい」「他人の気持ちを傷つけることに鈍感」「自分は正しいという無謬性に疑いを持たない」「自分の落ち度を指摘されると過剰に反応する」などがあるとし、兵庫県知事の斎藤元彦や元アメリカ大統領のドナルド・トランプとの共通性があると指摘する。そして石丸支持の背景には「普通の人々が協調性や同調圧力と折り合いをつけ、自己愛を抑圧して生きるなか、自信満々に自己愛を制御することなく突き進む」その人間性に対し停滞した現状を打破する期待感が生じたことがあると分析した[401][402]。
- 2024年7月、大空幸星はフジテレビ系の報道番組で、「恫喝」発言訴訟などをめぐり石丸を批判した。これを観た石丸の支持者から嫌がらせを受けるようになり、「事務所に電話をかけてきたり、関係のない投稿にまで誹謗中傷を送ってきたり」などの被害を受けていると明かした[403]。
- 2024年7月8日、紀藤正樹（弁護士）は、ポスター代金未払い裁判について「最高裁判決を前提とすると石丸氏はほとんどモンスタークレーマー」と指摘した[404][405]。
- 2024年7月、水道橋博士（元参議院議員）は石丸を評して「今まで一度も見たことがなかったので都知事選で2位になった石丸氏のYouTube関連を次々と見たが……。一言感想を言えば、かつての橋下徹氏が中学生の委員長になって現在に飛来した感じ。期待して応援している識者との対談も、まるで子供と話しているようだった。それにしても政治経済以外のことはミスや間違いが多すぎて（ボクはもう認知の問題でその点ではひどいので他人の事が言えないが）恥ずかしくなった」と述べた[406]。
- 2024年7月、藤井聡（京都大学教授）は「選挙中の演説を見た所イメージ戦略ばかりであまりの中身の無さに心底驚きましたが、選挙後のメディア対応を見た所質問者への礼儀や敬意が全く無く、都民はよくもまぁ何も知らないこの人物に160万票も投じたものだと心底唖然と致しました」と批判した[406]。
- 2024年7月、米山隆一（衆議院議員）は、石丸のポスター費用未払い裁判について以下のように述べた。「裁判で争うこと自体は否定されませんが、この手の商取引の支払い訴訟で、一審二審で負けたのに最高裁までもっていくのはただ単に意地になって相手に嫌がらせをしているだけ。ネット広報の波に乗った手腕は認めますが、行政トップにしていい人とは到底思えません」[407]。
- 2024年7月、古市憲寿（コメンテーター）は、石丸について「出来の悪い生成AIみたいな話しぶり、という印象でした。いや、今時ChatGPTでももっとスムーズに会話できるので、面白かったです」と評し、石丸の支持者に対しても、「石丸さんを批判する人も仲間にしていかなくちゃいけないわけです。反・石丸の人を、攻撃的にののしっても、仲間は増えないと思うんですよね」「『石丸さんの支持者っていい人が多いな。まともだな』って思われた方が絶対にいい」とアドバイスをしている[408]。
- 2024年7月、門田隆将（作家、ジャーナリスト）は、「若者の票は蓮舫氏より石丸伸二氏に向かったようだか、すぐ離れるだろう。各局で見せたこの人の態度は、1期で放り出した安芸高田市長時代の態度を彷彿させる」と石丸を評価し、暇空茜の「石丸伸二さんがどういう人間かなんて市長時代から分かりきってたし、石丸構文も市長時代から使いまくってたし、"そんな石丸伸二がクラウドワークスとかの切り抜きでめちゃくちゃ恣意的にゴリ押しされて結果都知事選挙2位"ってのはめちゃくちゃ怖いことなんだよ」という投稿を引用した[407]。
- 2024年7月、渡瀬裕哉（政治アナリスト）は、石丸市政を「切り抜き動画による炎上政治」と評し、「財政改革」といった石丸の市政の実績とされるものは実態に乏しいことを説明した[409]。
- 2024年7月、榛葉賀津也参議院議員（国民民主党）は、石丸の都知事選後のメディア対応に苦言を呈した。「ちょっと怖かった。引く人もいるのではないか。政治家になるなら包み込む温かさと柔らかさも必要だ」と述べた[410]。
- 2024年7月、武田砂鉄（ラジオパーソナリティー）は、「相手が動揺したり絶句したりする場面を意図的に作り出し、優位に立っていると思わせる構図を作り続けてきたのだろうが、受け止めるほうが動揺したり絶句したりしなければ、一瞬で彼自身の不安定さが明らかになる」と石丸の対話姿勢を批判した[411]。
- 2024年7月、高須克弥（高須クリニック院長）は、石丸を「失礼な方だと思います。これが民主主義です。失礼な人たちが支持するなら失礼な人たちの代表です。仕方ないです」と評した[406]。
- 2024年7月、内田樹（神戸女学院大学名誉教授）は暗に石丸を指して以下のように批判した。※批判の内容は削除された

- 2024年7月、平野啓一郎（小説家）は暗に石丸を指して以下のように批判した「本当に賢い人って、1を聞いただけで、或いは相手が0.3位しか上手く言えなくても、10まで理解してサクサク答えるような人ではないか。コミュニケーションのコストが無駄に高い人（冷笑的、恫喝的、言葉のマイ定義に拘る、話を聞かない、嘘つき、論点ずらし、etc...）は困る。特に政治家は」[406]。
- 2024年7月、都知事選後に石丸が、『グッド！モーニング』（テレビ朝日）で語った「女、子どもに容赦をするっていうのは、優しさじゃないと思ってるから。もうちょっと優しく言ってあげればよかったのかな。ポンポンってやってあげる感じがよかった？でも、それも失礼ですよね。やっぱり失礼じゃないですか。相手もプロとしてあの場にいらっしゃるんだったら」発言は広く批判の声を集めた。
- 安芸高田市長就任以降、支持者ではない行政、マスメディア、一般市民も含む相手に対して、高圧的な態度、配慮のない発言といった行動や発言も目立つ。この行き過ぎた一連の行為や、先述の裁判の対応に対して、著名人、現職の安芸高田市議、一般市民から疑問や非難のほか、会話が成り立っていないことへの指摘が、直接取材やSNS等を通じて数多く投稿されている[412][413][414]。
- また、支持者と思われるユーザーから、行き過ぎた投稿や発言がインターネット上で多数確認されている。東京都知事選と同日に行われた安芸高田市長選挙において、石丸市政の転換を訴えてきた藤本悦志の当選確実が判明した瞬間、「衰退する」、「間違った選択が後々証明される」、「過疎まっしぐらへ精進してください」、「破綻しても勝手にしてください助けませんから」、「田舎終わってる」などといった、選挙結果や市民に対しても数多くの誹謗中傷や根拠のない発言内容が、一斉にSNSや広島ホームテレビのライブ配信に投稿され、この点についてもX（旧Twitter）で多数の非難する声が確認されている[415]。
- 2024年8月、ひろゆきは石丸を「偉くならなければ正しい事は出来ないです。落選した政治家が、何を言っても“意識の高い無職”でしかないのが現実です」と評した[416]。
- 2024年8月7日、保阪正康（ノンフィクション作家）は、日比谷図書文化館で開催された講座「『新しい戦前』にしないために　戦後80年を前に学ぶべき教訓は」で、「石丸伸二さんを「ニューウェーブ」と騒いでいるのを見て、論法、話し方、居丈高な口ぶりは旧軍人と全く同じと思った。「恥を知れ、恥を」というのは、昭和10年代の帝国議会の軍人の答弁と思った。」と評した[417]。

## メディア出演・著作・講演

### 出演
2021年
- ドキュメント広島『#新人市長と議会のオキテ 〜“つぶやき”が生んだ混乱〜』[418]（2021年5月2日、広島ホームテレビ）ナレーション：榮真樹（HOMEアナウンサー）
- テレメンタリー2021『#つぶやき市長と 議会のオキテ〜400日の“議論”の行方〜』（2021年11月11日[419]、テレビ朝日 / 制作：広島ホームテレビ）ナレーション：福山潤

2022年
- ドキュメント広島SP『#つぶやき市長と議会のオキテ 〜そこに“議論”はあるか〜』[420]（2022年3月27日、広島ホームテレビ　※第28回PROGRESS賞受賞[421]）ナレーション：榮真樹（HOMEアナウンサー）
- 報道リアリティーショー ABEMA Prime『「議員を半減」案!元銀行マン・市長(39)の挑戦 人口減少...安芸高田の未来』[422][423]（2022年5月31日、ABEMA）MC：田村淳
- 日経テレ東大学『Re:Hack』（2022年8月[424]、YouTube）司会：成田悠輔・ひろゆき / 徳島市長 内藤佐和子・福岡市長 高島宗一郎と出演[424]。
- NewsBAR橋下『#183 橋下徹×安芸高田市長・石丸伸二「恥を知れ!」話題の40歳首長』[425][426][427][428]（2022年8月20日、ABEMA）司会：高橋茂雄

2023年
- pivot TAKL『【安芸高田市・石丸市長に聞く】議会・中国新聞と戦う理由／メディアのサラリーマン化／20年後の財政問題／自治体破綻で地獄を見るのは…』[429]（2023年8月28日、YouTube）司会：佐々木紀彦
- 報道リアリティーショー ABEMA Prime『ひろゆき×安芸高田市長 政治を変えるのに論破は必要?構図の炙り出しに効果?』[430][431]（2023年9月1日、ABEMA）MC：ひろゆき
- WATCH『このマチ、潰しません。安芸高田市の「20年後」』[432]（2023年10月1日、広島テレビ）ナレーション：西名みずほ
- ReHacQ SP（2023年10月1日・10月10日、YouTube）司会：高橋弘樹 / 安芸高田市議会熊高昌三議員（6期目）[433]と対談
  - 前編『【石丸伸二vsメディア】なぜ揉める？安芸高田市長と本音雑談【㊙︎ゲストも登場】』[434]（2023年10月1日）
  - 後編『【安芸高田市長vs不信任案提出の議員】石丸伸二の野望とは？【本音トーク】』[435]（2023年10月10日）
- ピタニュー『根回し無し！波乱も！安芸高田市”ガチンコ議会”の舞台裏』[436]（2023年10月3日、広島ホームテレビ）
- Third Perspective 〜第三の視点～『石丸市長が語る行政×スポーツ』（2023年12月19日・21日、AZrena）
  - 『【石丸市長が語る行政×スポーツ＜前編＞】サンフレッチェ広島の勝利が安芸高田市の寿命を伸ばす？！人口わずか30,000人弱の街が、サッッカーに力を入れる理由』[437]（2023年12月19日）
  - 『【石丸市長が語る行政×スポーツ＜後編＞】サンフレッチェ広島練習場問題「実はあの投稿をしたとき…」日本サッカー界をにぎわせたSNS騒動の裏側とは？』[438]（2023年12月21日）
- 選挙ドットコムちゃんねる 第261回（2023年12月26日、27日、28日、YouTube）全3回
  - #1『【議会と対立を続ける2つの理由】安芸高田市・石丸市長が”狙い”を激白！メディアとも同じ理由で対立を続けている？』[439]（2023年12月26日）
  - #2『【市長の次は国政へ？】安芸高田市・石丸市長の”次なるキャリア”に迫る！国政に放り込んでも機能しない!?』[440]（2023年12月27日）
  - #3『【石丸市長が裏金疑惑を切る】金でしか勝てない人は政治家を辞めてほしい！必要な改革は何？』[441]（2023年12月28日）
- 【初ゲーム実況？】安芸高田市・石丸伸二市長と一緒にゲームで「まちづくり」！インフラ問題、官製婚活、教育分野への投資などもじっくり聞いてみた【創造タウンズ島／ゲームさんぽ】[442]（2023年12月29日、YouTube）

2024年
- NewsPicks『【待望】国政政党が今最も注目する市長「石丸伸二」に野望を聞いた』[443]（2024年1月10日、YouTube）
- ReHacQ旅 広島＆島根（2024年1月21日28日・2月4日、YouTube）西田亮介・高橋弘樹を案内
  - #1『【石丸市長vs副議長】安芸高田！奥広島のまったり旅…西田亮介【清志会vs毛利元就】』[444]（2024年1月21日）
  - #2『【石丸市長vs議会】なぜ揉める？政治家の本音暴露【安芸高田市】』[445]（2024年1月28日）井上咲楽を案内
  - #3『【石丸市長vs清志会の裏側】「あきたかた焼き」巡る…衝撃攻防戦【絶品の馬刺し】』[446]（2024年2月4日）井上咲楽を案内
  - #4『【石丸市長も絶句】安芸高田の山奥…忘れられぬ夜【西田亮介】』[447]（2024年2月11日）井上咲楽と「あきたかた焼き」を食べた。
  - #5『【安芸高田vsGHQ】石丸市長が明かす…瀬島龍三も絶賛の神事秘史【ガチ秘境】』[448]（2024年2月18日）
  - ReHacQ SP『【石丸市長vs高橋弘樹】衝撃事実！裏側をぶっちゃけトーク【旅の思い出】』[449]（2024年3月3日）
- センセイ！そこんとこどーなん？（2024年1月18日24日2月10日、広島ホームテレビ）全3回 MC：春香クリスティーン
  - 前編『【地方議会に潜入＃２前編】「想像以上、こんなにピリついて…」政治マニアの春香クリスティーンが直撃｜安芸高田市議会』[450]（2024年1月18日）
  - 中編『【地方議会に潜入＃２中編】「もはや、どうこうなる状況ではない」政治マニアの春香クリスティーンが直撃｜安芸高田市議会』[451]（2024年1月24日）
  - 後編『【地方議会に潜入＃２後編】街の声「このままでは手遅れになりそう」　政治マニアの春香クリスティーンが直撃｜安芸高田市議会』[452]（2024年2月10日）
- 堀潤激論サミット『これからの“地方自治”のあり方とは？』（2024年1月24日[453]、TOKYO MX）
- 古舘伊知郎チャンネル（2024年1月31日、YouTube）全3回
  - 前編『【市議会と対立】孤独に闘うエリート市長の本音に迫る！石丸伸二は日本政治の救世主になるのか！？【前編】』[454]（2024年1月31日）
  - 中編『市長再選？それとも国政進出か？気になる石丸市長の今後。「恥を知れ 恥を」石丸喋りの原点は〇〇だった！【中編】』[455]（2024年2月7日）
  - 後編『【石丸市長の涙…】まともな人ほど政治家にならない！一極集中の東京を弱体化させたい。その理由は？【後編】』[307]（2024年2月14日）
- 選挙ドットコムちゃんねる 2024年4月28日投開票 衆院補選（長崎3区・島根1区・東京15区）開票特番 第一部（2024年4月28日、YouTubeチャンネル『選挙ドットコムちゃんねる』）元・衆議院議員豊田真由子と出演
  - 2024年4月28日投開票 衆院補選（長崎3区・島根1区・東京15区）開票特番 ライブ配信[456]（2024年4月28日19：50～）
  - 『第298回 #1【石丸市長×豊田真由子】昔の飲酒運転と同じ！？政治家が汚職に染まる理由！』[457]（2024年5月3日）2024年4月28日生配信特番より「裏金問題の現場」について
  - 『第298回 #2【衝撃】石丸市長が東京都知事選挙に立候補!?』[458]（2024年5月4日）2024年4月28日生配信特番より
  - 『第298回 #3 石丸市長と豊田真由子が提案「選挙妨害の封じ方」！東京15区補選で選挙妨害の疑い…』[459]（2024年5月5日）2024年4月28日生配信特番より
- ReHacQ『【緊急生配信】石丸市長…なぜ市長辞めるんですか？【安芸高田市】』[460]（2024年5月13日、YouTube）
- 東京ニュービジネス協議会『【号外】地方自治体との包括連携協定締結！石丸市長・東京NBC会長対談！』[461]（2024年5月22日、YouTube）
- ホリエモンチャンネル（2024年6月1日2日、YouTube）
  - 前編『【緊急対談】銀行員から30代で市長に！都知事選に出馬で話題の安芸高田市・石丸市長を徹底深堀り』[462]（2024年6月1日）
  - 後編『【緊急対談】東京都はもっとポテンシャルがある！都知事選出馬の安芸高田市・石丸市長と東京都改善案を徹底議論(後編)』[463]（2024年6月2日）
- Newspicks『「その公約、都知事の仕事ですかね？」安芸高田・石丸市長に「出馬の真の狙い」「政策」から「選挙戦略」まで全部聞いた』[464]（2024年6月2日、YouTube）
- 夕刊フジCHANNEL『石丸伸二・安芸高田市長独占インタビュー、都知事選を激白』[465]（2024年6月5日、YouTube）
- ReHacQ緊急生配信『【石丸伸二vs暇空茜】なぜ対談？都知事選どうなる？【ReHacQ SP】』[466]（2024年6月15日、YouTube）
- PIVOT Deep Interview『【石丸伸二氏に聞く、東京の成長戦略】YouTubeが政治を変えた／利権・バラマキからの脱却法／東京解体を訴えた理由／教育が一番の成長戦略／コンテンツ産業の支援／勝算１００％の根拠／自分を形作った哲学』[467]（2024年6月19日、YouTube）
- 中田敦彦のYouTube大学 - NAKATA UNIVERSITY（2024年6月、YouTube）全2回
  - 【石丸伸二①】恥を知れ、政治屋！風雲児の一撃は女帝に届くか【都知事選対談】[468]（2024年6月27日）
  - 【石丸伸二②】腐った利権に倍返しだ！「リアル半沢」怒りの原点【都知事選対談】[469]（2024年6月28日）
- そのまんま宮崎【石丸伸二×東国原英夫】緊急対談[470]（2024年6月29日、YouTube）
- ReHacQ SP 緊急生配信（2024年7月10日）
  - ReHacQ SP 緊急生配信①『【石丸伸二が緊急登場】激論!都知事選とメディアの功罪【西田亮介&高橋弘樹】』[471]（2024年7月10日）
  - ReHacQ SP 緊急生配信②『【成田悠輔vs石丸伸二】緊急生配信②経済、TOKYO、そして民主主義の行方【元三菱東京UFJアナリスト】』[472]（2024年7月10日）
- 日曜報道 THE PRIME[473]（2024年7月14日、フジテレビ）
- サンデー・ジャポン（2024年7月14日、TBS）
- そこまで言って委員会NP（2024年7月14日、読売テレビ）
- ビートたけしのTVタックル（2024年7月21日、テレビ朝日）
- 選挙ドットコムちゃんねる（2024年7月19日20日21日、YouTube）全3回
  - 『第326回 選挙ドットコムちゃんねる #1 石丸伸二のネット戦略を暴く！都知事選で165万票！検索数も動画再生数も断トツ！なぜ？』[474]（2024年7月19日）
  - 『第326回 選挙ドットコムちゃんねる #2 石丸伸二よ、マスコミを舐めるな！産経新聞記者「マスコミの姿勢が問われる」』[475]（2024年7月20日）
  - 『第326回 選挙ドットコムちゃんねる #3 石丸伸二に最適な次の進路！新党を立ち上げて衆院選？参院選？都議選？タレント？』[476]（2024年7月21日）
- ABEMA Prime『本田圭佑とひろゆきのアベプラ』[477][478][479]（2024年7月31日、abema、YouTube）
- ReHacQ SP【石丸伸二vs後藤達也】（2024年7月31日・8月7日、YouTube）
  - 前編『【石丸伸二vs後藤達也】為替は日銀構文を読め！トランプと株式市場【元NY専門家が予測】』[480]（2024年7月31日）
  - 後編『【石丸伸二vs後藤達也】なぜ銀行？まさかの就職理由…尊敬！衝撃の有名上司とは？【まさかの大物金融マン】』[481]（2024年8月7日）
- ひこねしちょーCH【彦根市長】（2024年8月、YouTube）
  - ひこねしちょーCH【彦根市長】『【生配信】石丸伸二×和田裕行トークライブ！』[482]（2024年8月1日）彦根市長が石丸に彦根市「一日市長」就任を依頼
  - ReHacQ SP『【石丸伸二vs彦根市長】トップに必要な嫌われる勇気とは？【どうなる石丸新党】』[483]（2024年8月14日、YouTube）※上記（ノーカット）を編集したもの。
  - ひこねしちょーCH『【完全密着】石丸伸二さん一日彦根市長～登庁編～』[484]（2024年8月14日）
  - ひこねしちょーCH『【完全密着】石丸伸二さん一日彦根市長～彦根城編～』[485]（2024年8月26日）
- ReHacQ 彦根旅（2024年8月、YouTube）石丸が滋賀県彦根市「一日市長」就任
  - ReHacQ 生配信『【石丸伸二vs藤井サチ】気まずい因縁ある2人で彦根旅【ReHacQ旅】』[486]（2024年8月11日）
  - ReHacQ 彦根旅①『【彦根市長・石丸伸二の事件簿①】藤井サチが禁句…「嬉しかったですか？」【面白すぎる彦根城】』[487]（2024年8月11日）
  - ReHacQ 彦根旅②『【石丸伸二vs井伊直弼の子孫】彦根市ピンチ！市役所で財政徹底議論【藤井サチ】』[488]（2024年8月18日）
  - ReHacQ 彦根旅③『【石丸伸二vs日テレ】思い出し激怒！井伊直弼もびっくりの旅【藤井サチ茫然】』[489]（2024年8月25日）
  - ReHacQ 彦根旅④『【石丸伸二vs東出昌大】緊急代打！焼肉悩み相談室【藤井サチ】』[490]（2024年9月1日）

- ReHacQ旅in伊豆大島（2024年9月-10月、YouTube ReHacQ−リハック−【公式】）
  - ＃1【石丸伸二vs東京の離島】西田亮介…衝撃の発言86歳のくさや【ReHacQ旅in伊豆大島】（2024/09/21）
  - ＃2【石丸伸二vs西田亮介】ミス大島…なぜ伊豆大島へ？東京から帰郷のワケ【ReHacQ旅】（2024/09/28）
  - ＃3【石丸伸二vs西田亮介】伊豆大島！なぜ移住増えない？不動産の罠【オーシャンビュー温泉！ReHacQ旅】（2024/10/05）
  - ＃4【石丸伸二vs野良猫】東京の離島！「伊豆の踊り子」舞台の漁港で…まさかの展開【ReHacQ旅】（2024/10/12）
  - ＃5【石丸伸二vs藤井サチ】大島に来て号泣!?まさかのクライマックス【vsAKB48大盛】（2024/10/19）

2025年
- ReHacQ旅 in 石川 富山（2024年12月-2025年1月、YouTube ReHacQ−リハック−【公式】）清春とReHacQ旅
  - ＃1『【石丸伸二vs清春】能登半島の今…石丸が突然の涙…なぜ？』（2024年12月21日[491]）
  - ＃2『【石丸伸二vs清春】能登の冬！楽しみと苦難【ReHacQ旅】』（2024年12月29日[492]）
  - ＃3『石丸伸二vs清春】能登の冬！楽しみと苦難【ReHacQ旅】』（2025年1月4日）[493]
  - ＃4『【石丸伸二vs音喜多駿】政治の「友」と「敵」の落選２人旅【維新の秘密】』（2025年1月11日[494]）
  - ＃5『【石丸伸二vs清春vs音喜多駿】奇跡の3人！はしゃぐおじさん3人旅【ReHacQ旅！北陸の穴場を味わう旅】』（2025年1月25日[495]）
  - 番外編『【石丸伸二vs清春】完全ガチ！清春の歌詞&石丸演説…裏側を徹底解説【ReHacQ旅】』（2025年1月29日[496]）
- 堀潤Live Junction（2025年1月15日[497]、TOKYO MX）

### 寄稿
- 三菱東京UFJ銀行円貨資金証券部著『国債のすべて―その実像と最新ALMによるリスクマネジメント』（2012年9月15日、きんざい）ISBN 978-4322121339
執行役員市場企画部長当時の亀澤宏規が監修し、円貨資金証券部ALM戦略グループ当時の石丸が第1章「日本国債の概要」・第3章「海外の国債市場と欧州ソブリン危機」を執筆[498][499]。
- PRESIDENT 2023年12月1日号 p.18-20「石丸市長直伝◎話し方の鉄則 100話したいなら10000準備する」（プレジデント社）
- 京都大学新聞2024年3月16日号（京都大学新聞社）【企画】卒業生インタビュー 石丸伸二さん（安芸高田市長）自分の使い道を見つけたい[335]

### 連載
- 市長コラム「私のお気に入り ～＃市長が訪ねてみる～」（「広報あきたかた」[500]2021年4月号（第1回[501]） - 2024年6月号（第38回[502]）最終回[503]、全38回）※石丸が記事を書き、事業費はゼロ円[504]。
- 孤高のリーダー 元アナリスト市長の安芸高田戦記（2023年12月14日-24日、全11回[505]、みんかぶマガジン）Yahoo!ニュースにも2023年12月から2024年1月まで期間限定で掲載された[506]。
- 短期集中連載 ワケあって炎上中 日本一有名なインフルエンサー市長が学んだこと 安芸高田市長・石丸伸二（週刊SPA!　炎上File.1[507]：2024年4月23日・30日号（合併特大号） - 炎上File.72024年 6/18・25号（合併特大号））

### 著書
単著
- 覚悟の論理（2024年5月24日[508]、ディスカヴァー・トゥエンティワン）ISBN 978-4799330425
※正式タイトルの前の仮タイトルは『筋を通す力』[509][510]、『貫く力』[511][512]であった。
- シン・日本列島改造論（2024年7月10日、フローラル出版（株式会社日本経営センター）[513]）ISBN 978-4910017617
- 吾往かん（われゆかん）（発売中止 2025年2月19日予定[354]、KADOKAWA）ISBN 9784046067722

共著
- 日本再生の道 (2025年4月23日、幻冬舎[514]) 共著者:西田亮介 ISBN 978-4344987654

### 講演
- どうなる？安芸高田のみらい（2021年3月28日-4月11日 主催：安芸高田市の未来を創る会）石丸市長参加全5回

1. どうなる？安芸高田のみらい in 向原[515]（2021年3月28日 会場：向原生涯学習センターみらい 多目的ホール）
2. どうなる？安芸高田のみらい in 吉田 パート1[516]（2021年4月3日 会場：安芸高田市民文化センター クリスタルアージョ）
3. どうなる？安芸高田のみらい in 美土里[517]（2021年4月4日 会場：美土里町生涯学習センター まなび）
4. どうなる？安芸高田のみらい in 吉田 パート2[518]（2021年4月9日 会場：安芸高田市民文化センター クリスタルアージョ）
5. どうなる？安芸高田のみらい in 甲田[519]（2021年4月11日 会場：甲田文化センター ミューズ）

- 全国若手市議会議員の会 中国ブロック 危機管理研究部会「安芸高田市の市政運営」「安芸高田市の危機管理」（2022年4月13日、主催：全国若手市議会議員の会 会場：神楽門前湯治村）
- あきたかた市民セミナー「よくわかる金融経済」（2023年8月23日・26日、主催：安芸高田市教育委員会 会場：安芸高田市民文化センター クリスタルアージョ）
- 政策起業塾 特別公開講座「安芸高田を地方政治・変革の起点に」（2023年10月1日、主催：政策起業塾、zoom開催）
- 全国地域政党サミットin湯河原「議会から？首長から？日本を変えるのはどっちだ！？」～若手首長と、首長を目指したい議員を招いて～（2024年1月21日、主催：地域政党サミット 会場：湯河原町商工会館302号室）※石丸の講演は、第1部『首長の立場から地方政治を語る』「後顧の憂いを断つ」。
- 一般社団法人東京ニュービジネス協議会「石丸市長（広島・安芸高田市）特別講演・地域課題プレゼンテーション」（2024年2月7日、会場：日本橋オルクドール）
- 徳島市長内藤佐和子・安芸高田市長石丸伸二「徹底討論 未来に向けた地方のあり方を考える！！」[520]（2024年2月10日、主催：みんなでいっしょに前へ！実行委員会 会場：繊維会館3階ホール）
- Climber（クライマーズ）2024（2024年5月16日、会場：東京ビッグサイト、主催：eight・テレビ東京・GOETHE）石丸伸二「私達の未来へ向けて 変われるし、変えられる」[42]

## 受賞
- ネット流行語100 2024 あなうめ賞[521][522]

## 石丸を取り扱った作品

### 舞台
- 劇団トラッシュマスターズ 2月公演『掟』（2024年2月、作・演出：中津留章仁）[523]安芸高田市長時代の石丸がモデル

### 映画
- #つぶやき市長と議会のオキテ【劇場版】（2024年5月25日公開 全国で順次公開、上映時間：106分、配給：きろくびと、監督：岡森吉宏（広島ホームテレビ ディレクター））[524]
石丸市長と安芸高田市議会を追った広島ホームテレビ制作・放送のドキュメンタリー番組に未公開映像と追加取材したシーンが加えられた劇場版[525]。

- 掟（2024年8月30日公開、企画 ：奥山和由）安芸高田市長時代の石丸がモデル[526][527][528]